# St-Martin (Vic)

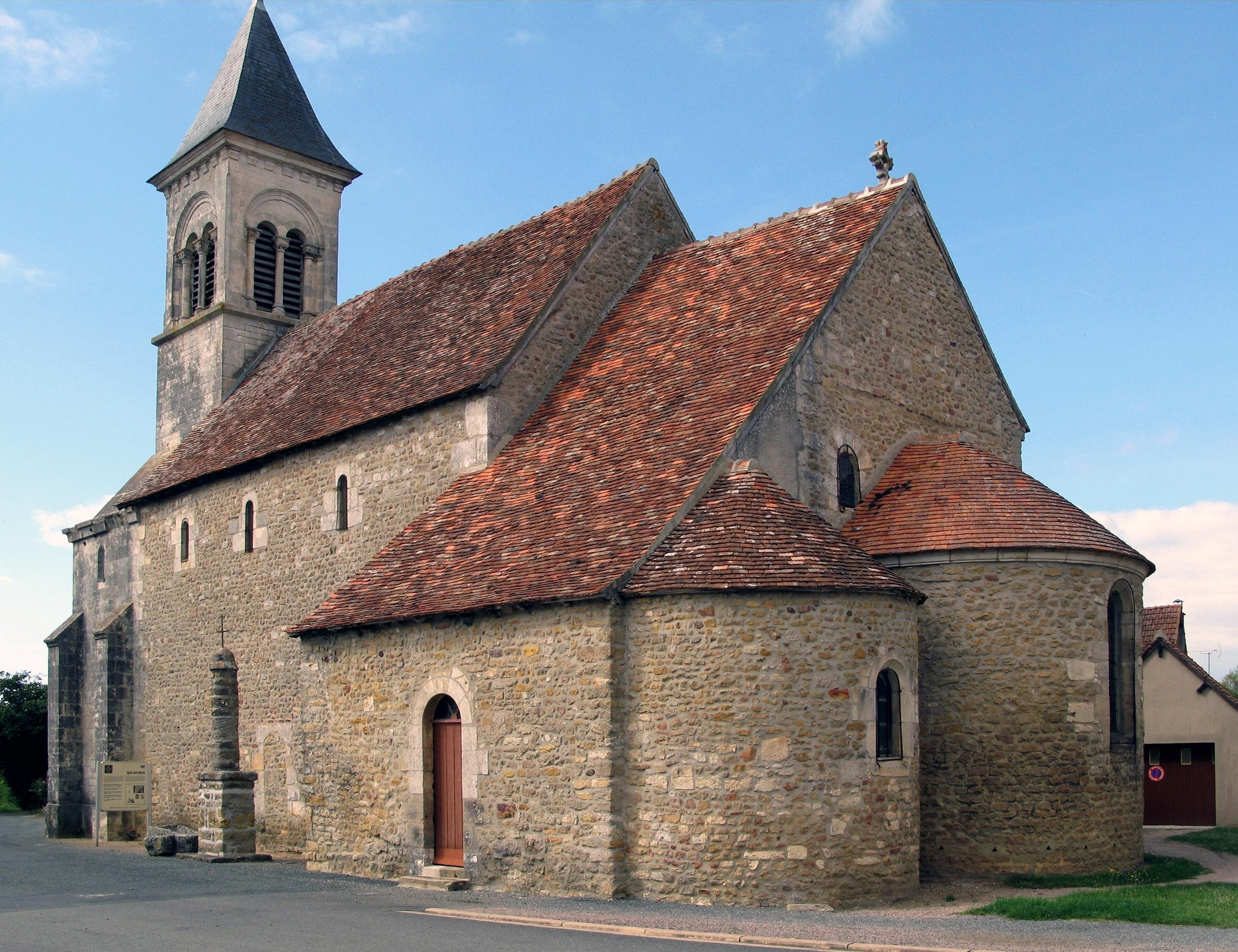
Kirche St-Martin de Vic, von Südost

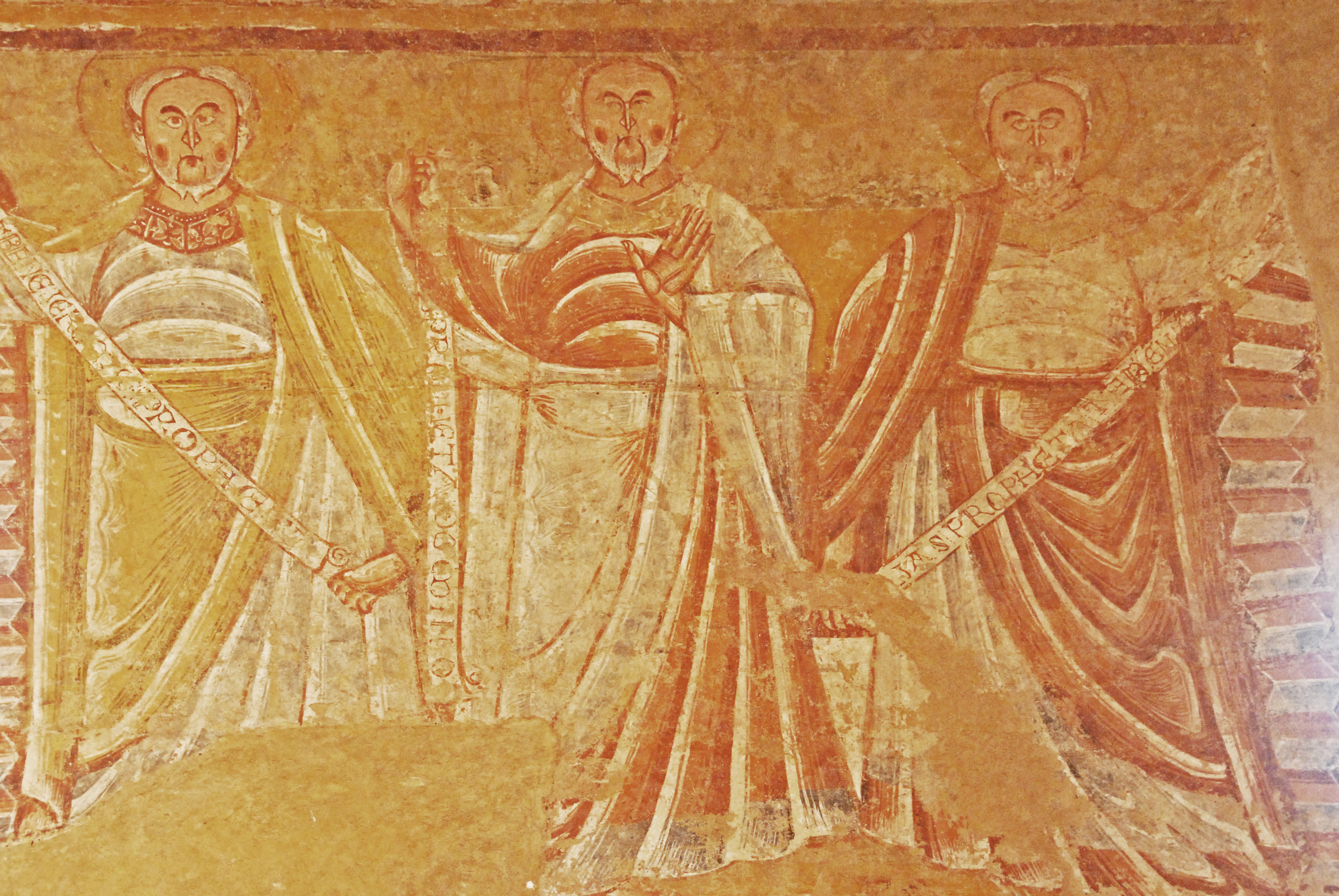
Chor, Fresko Ostwand, 3 Propheten

St-Martin de Vic ist eine kleine Pfarrkirche in der französischen Gemeinde Nohant-Vic, im Ortsteil Vic, im Département Indre und in der Region Centre-Val de Loire und etwa sechs Kilometer nördlich der Stadt La Châtre. Sie ist berühmt für ihre Mitte des 19. Jahrhunderts entdeckten und besonders gut erhaltenen Fresken aus dem 12. Jahrhundert.

## Geschichte
Die Ortschaft Vic leitet ihren Namen vom lateinischen Vicus (=Dorf) ab und ist gallorömischen Ursprungs. Die Siedlung wurde wahrscheinlich frühzeitig christianisiert und gehörte seit den Gregorianischen Reformen um 1100 zur mächtigen Benediktinerabtei Notre-Dame de Déols.
Zu dieser Zeit bestand St-Martin aus einem einfachen Kirchenschiff und einem rechteckigen Chor. Im frühen 12. Jahrhundert kam dann (ohne die halbkreisförmige Apsis) die südliche Seitenkapelle hinzu.
In dieser Epoche entstanden dann aus der Hand eines genialen Künstlers die hervorragenden Fresken in einer außergewöhnlichen Einheit und zwar beidseitig der Wand zwischen Schiff und Chor, auf allen Wänden des Chors, auf den Wänden und dem Gewölbe der Chorapsis und auf einigen Laibungen der Fenster und Wanddurchlässe. Die Fresken in mittlerer Höhe der Südwand des Schiffs stammen vermutlich von einem anderen Künstler. Ob es auf anderen Putzflächen, etwa auf den Längswänden des Schiffs oder auf seiner ehemaligen Westwand ursprünglich noch weitere Fresken gegeben hat, die aber nicht mehr erhalten werden konnten, geht nicht aus den bekannten Quellen hervor.
Später sind die Wandgemälde unter etlichen Schichten Tünche verschwunden und blieben aber dadurch bis in unsere Zeit erhalten.
Im Jahr 1485 wurde die Holzvertäfelung der Dachstühle erneuert, nach dem Vorbild einer gemalten Skizze auf einem Balken.
Im Jahr 1787 wurde ein Dachreiter für eine Glocke auf dem Dach des Schiffes errichtet.
Während der Revolution (1789 und einige Jahre danach) diente die Kirche als Scheune.
Ende des Jahres 1849 kam der neue Pfarrer Pater J. B. Perigaud in den Besitz der alten Kirche. Bei der Verbreiterung des Fensters der Chorapsis entdeckte er Spuren von Freskenfarben unter fünf späteren Beschichtungen. Nach deren Beseitigung in wenigen Monaten, traten die wichtigsten Gruppen der Fresken zu Tage. Nun stellte sich das Problem der Rettung der Romanischen Fresken, die in einem schlechten Zustand waren, vor allem mangels finanzieller Mittel. Glücklicherweise war der damalige Bürgermeister von Vic ein Liebhaber von Antiquitäten. Unter Beteiligung der Familie von George Sand und von Prosper Mérimée wurde erreicht, dass im Februar 1850 die Kommission für Denkmalpflege eine befürwortende Stellungnahme abgab und eine finanzielle Hilfe von 6000 Franken versprach. Kurz danach wurde von Mérimée der Architekt Geginald-Brion mit den Arbeiten beauftragt. Im Zuge der Restaurierungen wurde der Dachreiter durch einen westlichen Vorbau mit Glockenturm ersetzt sowie eine Apsis an die Südkapelle angefügt. Am 4. September 1853 konnten in der Kirche wieder Gottesdienste gefeiert werden, einen Tag vor dem Besuch des Erzbischofs von Bourges, Kardinal Smith.
1926 hat man eingangs der Chorapsis Fresken auf Leinwand übertragen, um sie dann wieder auf der Wand festzukleben. Eine Studie des Mr. John Henderson zu diesem Anlass hat aufgezeigt, dass die rückseitige halbrunde Chorapsis vor Vollendung der Fresken und sie südliche Kapelle erst nach der Fertigstellung der Fresken erbaut worden ist. Der Chor, als ältester Bauabschnitt, ist vor der Übertragung der Kirche an die Abtei von Déols entstanden. Die Apsis und deren Fresken sind erst im 12, Jahrhundert, nach dem Beitritt der Kirche zu dieser Abtei ausgeführt worden. Der Bau der Südkapelle wurde wahrscheinlich kurz danach errichtet.
Zwischen 1987 und 1991 wurde sie einer sorgfältigen Restaurierung unterzogen und präsentieren sich heute weitgehend in exzellentem Zustand.

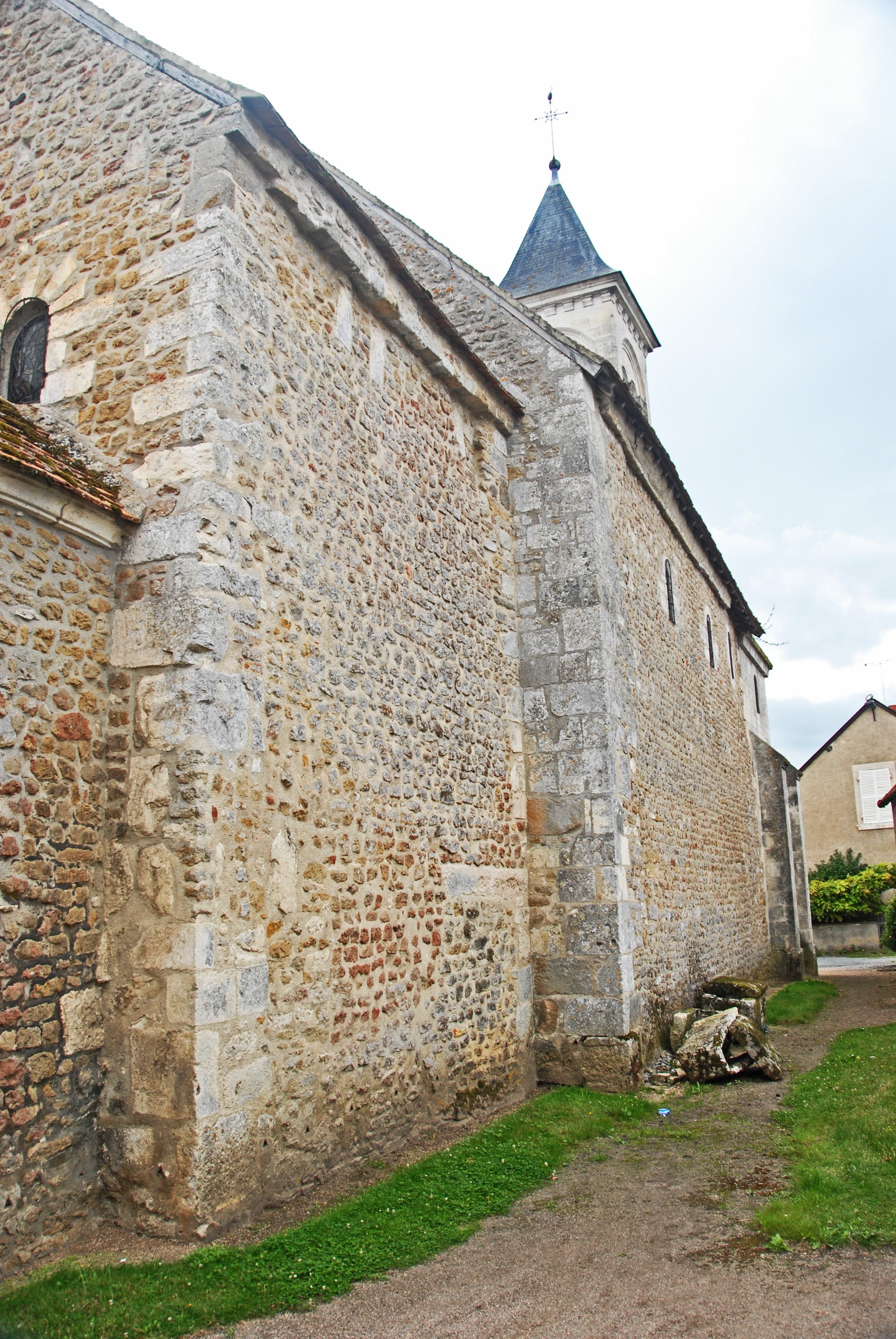
Nordseite von NO

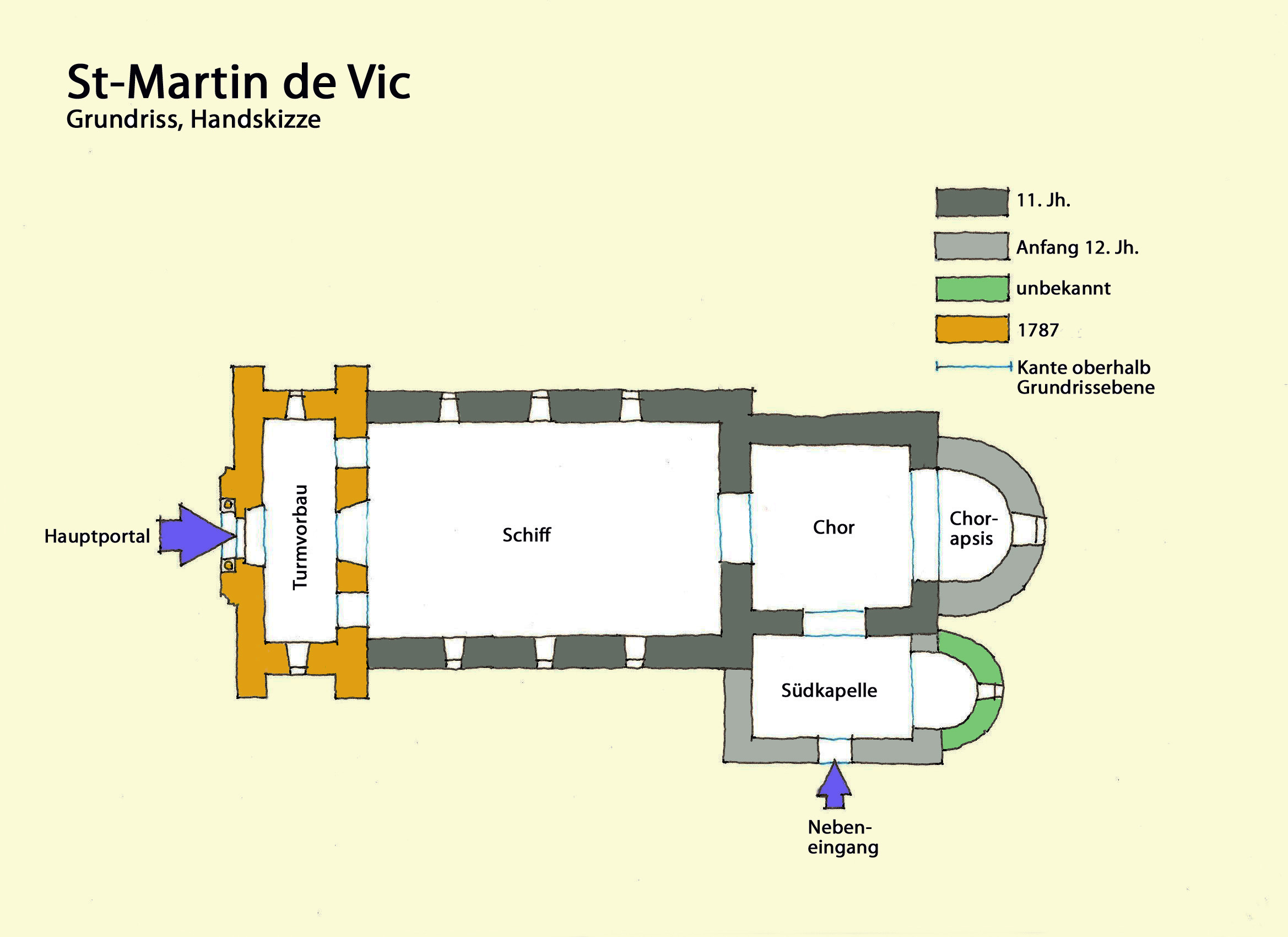
St-Martin den Vic, Grundriss, Handskizze

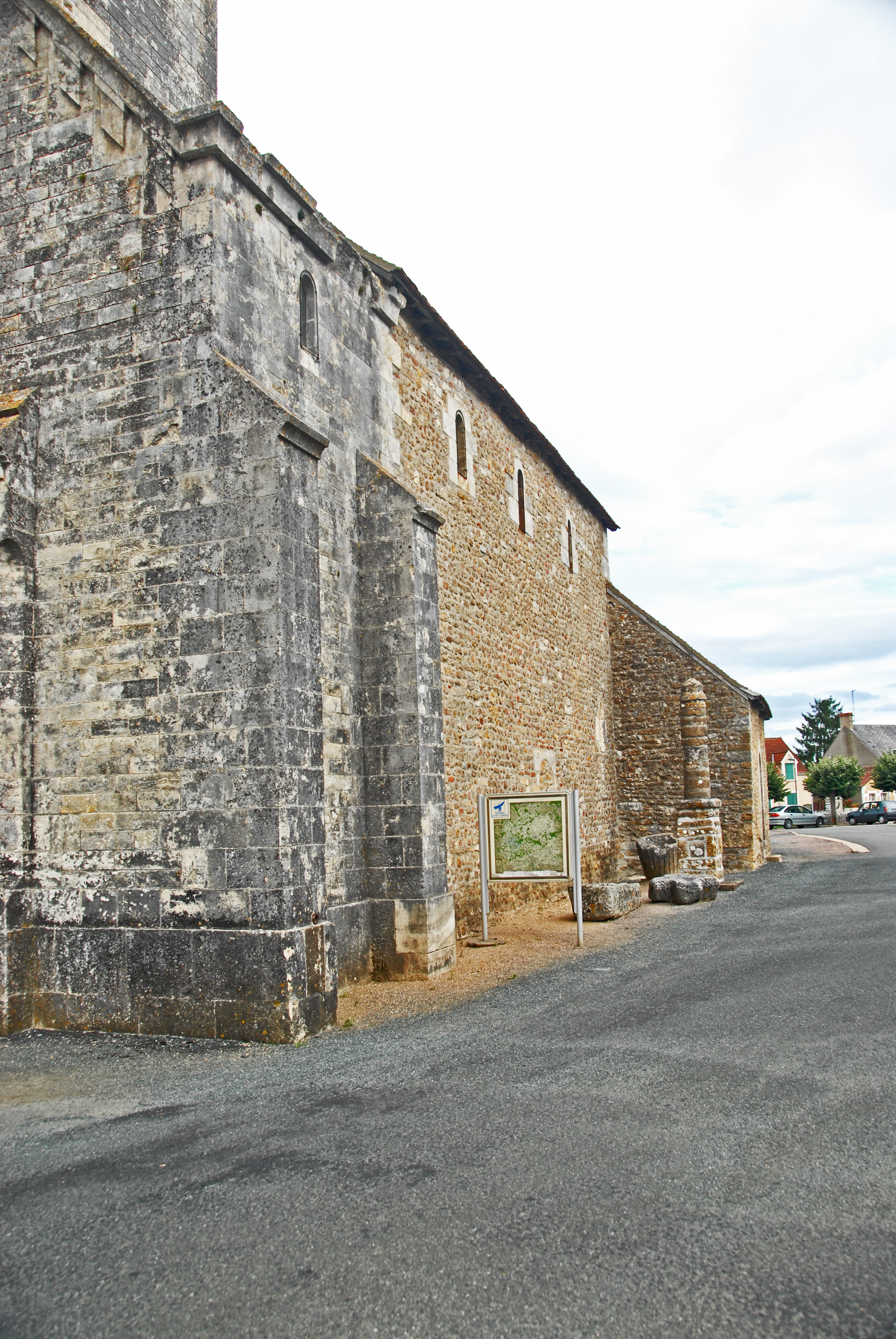
Südseite von SW

## Bauwerk
Der vorliegende Grundriss ist aus einer Darstellung entstanden, die vor der Kirche auf einer Infotafel gezeigt wird. Er enthält dort aber nur das Ursprungsgebäude und die ersten Erweiterungen des Chorjochs und der Südkapelle. Deren Apsis ist nur als schraffierte Fläche dargestellt.
Leider fehlt dieser Darstellung ein Maßstab, so dass die Abmessungen des Bauwerks nicht ermittelt werden können.

### Äußere Gestalt
Das Ursprungsbauwerk besteht aus einem einfachen Schiff auf rechteckigem Grundriss an das sich im Osten ein Chor auf fast quadratischem Grundriss anschließt. Beide Baukörper werden von je einem um etwa 45 Grad geneigten Satteldach überdeckt, deren Firste in Ost-West-Richtung verlaufen. Der Aufriss des Chors tritt in Breite und Höhe gegenüber dem des Schiffs allseitig um knapp einen Meter zurück. Die Satteldächer sind mit roten Schindeln aus gebranntem Ton eingedeckt. Ihre Traufen kragen gegenüber den Wänden leicht aus und werden von kurzen Sparrenköpfen der Holzdachstühle unterstützt. Das Regenwasser tropft von den Kanten der unteren Schindelreihen frei ab. Unter den Traufen der Nordseiten kragt jeweils ein etwa 30 Zentimeter hoher Streifen des Mauerwerks geringfügig aus. In den Längswänden des Schiffs sind jeweils drei kleine rundbogige Fenster ausgespart, deren Bogenscheitel knapp einen Meter unter der Traufe, auf der Nordseite unter dem auskragenden Mauerwerk liegen. Auf der Südwand des Schiffs sieht man östlich der Wandmitte die Kontur eines ehemaligen rundbogigen Seitenportals, das aber vermauert worden ist. In der östlichen Giebelwand des Chors sind zwei kleine rundbogige Fenster ausgespart, um gut einen Meter von den Bauteilkanten entfernt. In der Nordwand des Chors finden sich hoch oben unter dem Mauerwerkversatz Konturen von zwei kleinen Fenstern, die aber nachträglich vermauert worden sind.

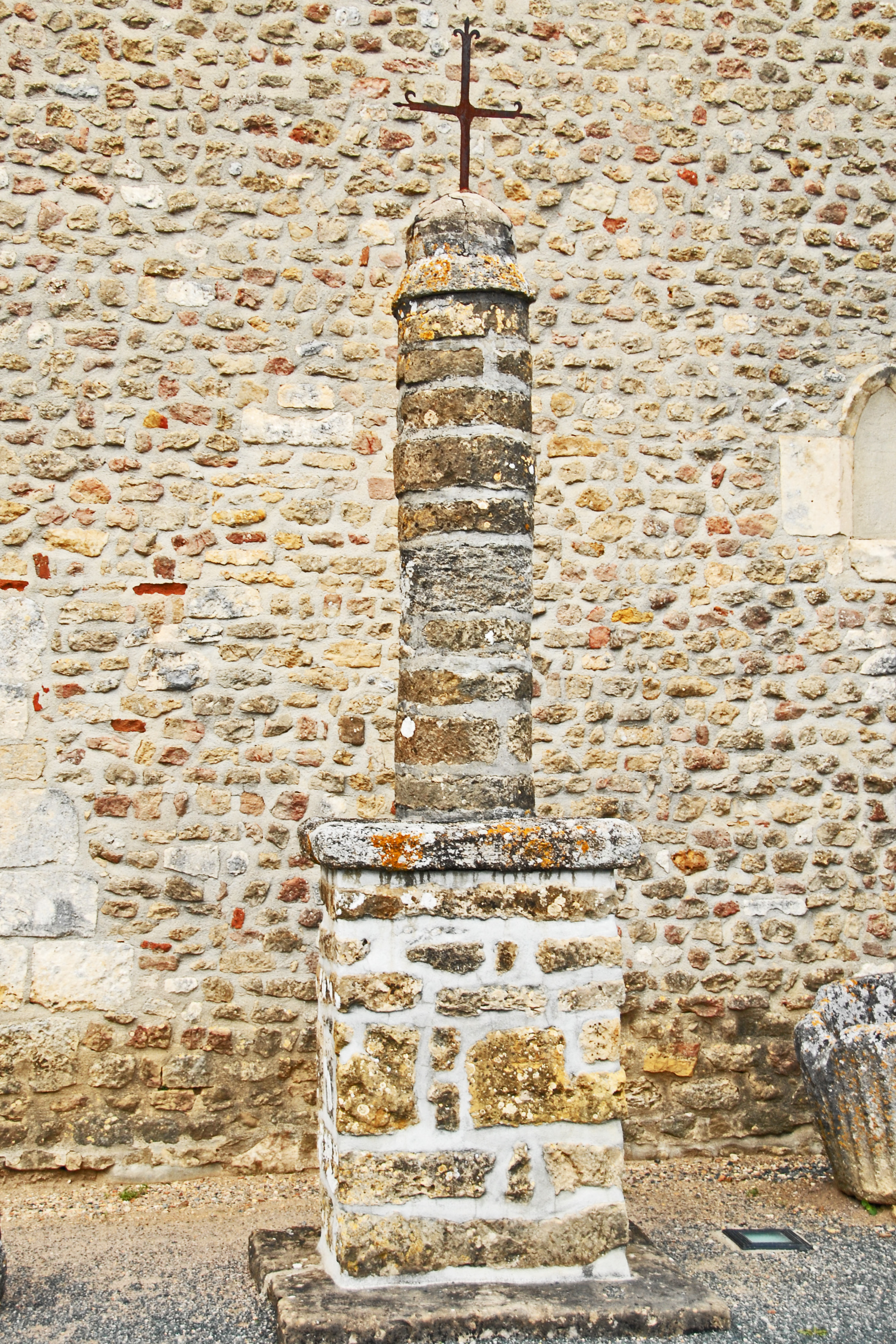
Stele vor Südseite

Die ersten Erweiterungen des Ursprungsbauwerks waren die Chorapsis, auf halbkreisförmigem und die südliche Kapelle auf rechteckigem Grundriss. Letzte wird von einem Schleppdach überdeckt, das als Verlängerung der südlichen Satteldachfläche des Chors ohne erkennbare Zäsur entstanden ist. Seine Traufe entspricht der des Schiffs. In der Südwand der Kapelle ist eine rundbogige Öffnung eines Seitenportals ausgespart. Die Chorapsis wird von einem halben Kegeldach überdeckt, das wieder mit roten Ziegelschindeln eingedeckt ist. Der Traufüberstand wird aus einem steinernen Kragprofil gebildet. Im Zentrum der Apsisrundung ist ein schlankes rundbogiges Fenster ausgespart, dessen Gewände aus Werkstein hohlkehlenartig ausgerundet ist. Die große Hohe des Fensters und seine Gewändeausbildung deuten darauf hin, dass hier ein ursprünglich kleineres Fenster später gegen das heutige ersetzt worden ist. Auch die Kapellenapsis könnte erst später angefügt worden sein. Darauf deutet die andere Ausführung der Traufe hin, bei der das steinerne Kragprofil fehlt. (Siehe auch Hinweis unter „Bauwerk“) Im Scheitel der Apsis ist ein kleines rundbogiges Fenster ausgespart, dessen Gewände dem der Chorapsis gleicht. Das Dach in Form eines halben Kegels ist wie bei der Chorapsis eingedeckt.
Die bisher beschriebenen älteren Bauteile sind aus Bruch- und Feldsteinmauerwerk in klein- bis mittelgroßen Formaten und in unregelmäßigen Verband gemauert. Die Farbtöne reichen von hellen Beige über Weiß bis zum kräftigen Rot. Lediglich die Bauteil- und Öffnungskanten sind mit hellem Werksteinen ausgebildet.

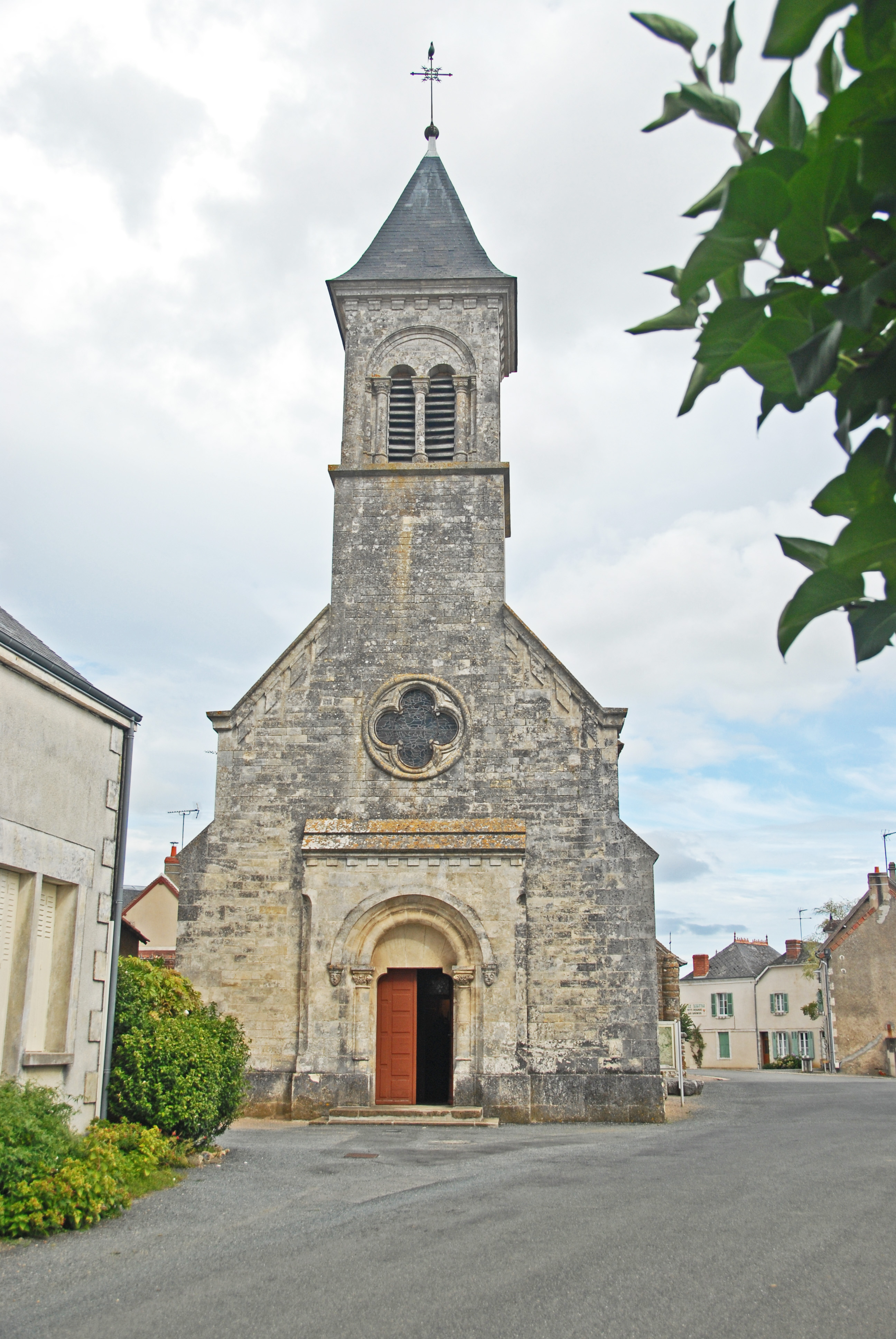
Turmvorbau von W

Das jüngste Bauteil ist im Westen der Turmvorbau auf einem rechteckigen Grundriss. Er steht in Verlängerung des Schiffs, dessen Breite er übernimmt. Seine beidseitig des Turms angeordneten Pultdächer bleiben mit ihrer Kontur geringfügig unter der des Satteldachs des Schiffs. Die Dachflächen sind mit Werksteinplatten eingedeckt. Ihre Traufen und Ortgänge werden von gestuften Kragprofilen markiert. Die Ortgangprofile werden von je vier flachen rautenförmigen Kragsteinen unterstützt. In Verlängerung der beiden Querwände des Vorbaus stehen kräftige, im Grundriss rechteckige Strebepfeiler, die mit ihren steil abgeschrägten Oberseiten auf etwa zwei Drittel der Wandhöhe hinaufreichen. Ihre Abdeckplatten enden in gestuften Kragprofilen. In der Nord- und Südwand ist mittig je ein kleines rundbogiges Fenster ausgespart, in Größe und Höhenlage wie die des Schiffs. Die Basis des Turmvorbaus wird aus einem leicht vortretenden gut einen Meter hohen Sockel gebildet, der auch die Strebepfeiler umschließt. Die Fassade des Turmvorbaus wird durch das Hauptportal und seinem in der Ansicht rechteckigen Vorbau dominiert.
Dieser wird oberseitig von einem kurzen Pultdach aus zwei Reihen flacher Steinplatten abgedeckt. Das schlichte Traufprofil wird von einer Reihe flacher Kragsteine unterstützt. Die beiden seitlichen Außenkanten des Portalvorbaus werden nicht in ganzer Höhe in eine breite Hohlkehle aufgelöst. Die rechteckige Portalöffnung wird von einem halbkreisförmigen glatten Tympanon überdeckt, das an den Ecken von ausgerundeten Kragsteinen unterstützt wird. Die Portalöffnung mit Tympanon werden von einer Archivolte eingeschlossen, aus einem kräftigen gekrümmten Rundstab, der in beiden Wandrückversätzen auf konisch zulaufenden Säulen steht, die mit skulptierten Kapitellen, profilierten Kämpfern und Basen ausgerüstet sind. Neben dem Bogenrundstab und den Säulen folgen zwei kleinere gestufte Profile, die im Bogenbereich von einem halbkreisförmigen kantigen Profil mit glatter Vorderseite abgeschlossen werden. Die Enden des Profils stehen auf Kapitellen in Form von Köpfen. Ein wenig und zentriert über dem Portalvorbau ist eine Fensteröffnung ausgespart, deren Maßwerk einen Vierpass bildet, der von einem kreisförmigen Rundprofil umschlossen wird. Weiter oben, in Höhe der beiden Pultdachfirste, beginnt der im Grundriss quadratische zweigeschossige Turm, dessen Westseite oberflächenbündig aus der Fassadenwand hervorgeht. Das untere Geschoss ist allseitig glatt geschlossen und wird von einem kantigen Kragprofil umgeben. Darauf steht auf jeder Turmseite eine Zwillingsarkadenöffnung, an ihren Lamellen als Klangarkaden der Glockenstube zu erkennen. Die beiden Bögen der schlanken Öffnungen stehen auf drei Säulchen, die mit Kapitellen, Kämpfern und Basen ausgestattet sind. Die äußeren Säulchen werden noch von sehr schlanken Säulchen mit gleicher Ausstattung begleitet. Das gemeinsame glatte halbkreisförmige Bogenfeld wird von mehreren abgestuften Profilen umschlossen. Das obere Geschoss wird abgeschlossen von einem weit ausladenden mehrfach gestuften Kragprofil, das von einer Reihe von profilierten Kragsteinen unterstützt wird. Die Seiten des hölzernen Turmhelms, in Form einer steil geneigten Pyramide, werden über den Traufen auswärts aufgeweitet. Sie sind mit grauen kleinformatigen Schieferplatten eingedeckt. Die Spitze des Turmhelms endet in einer trichterförmigen Metallspitze mit einem kugelförmigen Knauf. Darüber ragt ein graziles Metallkreuz mit einem Wetterhahn auf.
Im Gegensatz zu den übrigen Bauteilen wurde der Turmvorbau gänzlich aus sorgfältig zugeschnittenen Werksteinquadern aus grauem bis weißlichen Material in kleinen bis mittleren Formaten und in gleichmäßigem Schichtenverband gemauert.

### Umfeld
Auf der Südseite des Schiffs wurde eine etwa 2,50 Meter hohe Stele aus dem gleichen Steinmaterial wie der Ursprungsbau errichtet. Der untere sockelartige Abschnitt besitzt einen quadratischen Grundriss und endet mit einer leicht auskragenden Steinplatte. Darüber ragt eine gemauerte Säule auf, die oberseitig mit einem helmartigen Gebilde abgeschlossen wird, aus einem unteren flachen Kegelstumpf, der in eine halbe Kugel übergeht. Daraus ragt ein schlankes schmiedeeisernes Kreuz hervor, dessen Arme in je drei Blätter aufgespalten sind, die an die Fleur-de-Lys (heraldische Lilie) erinnern.

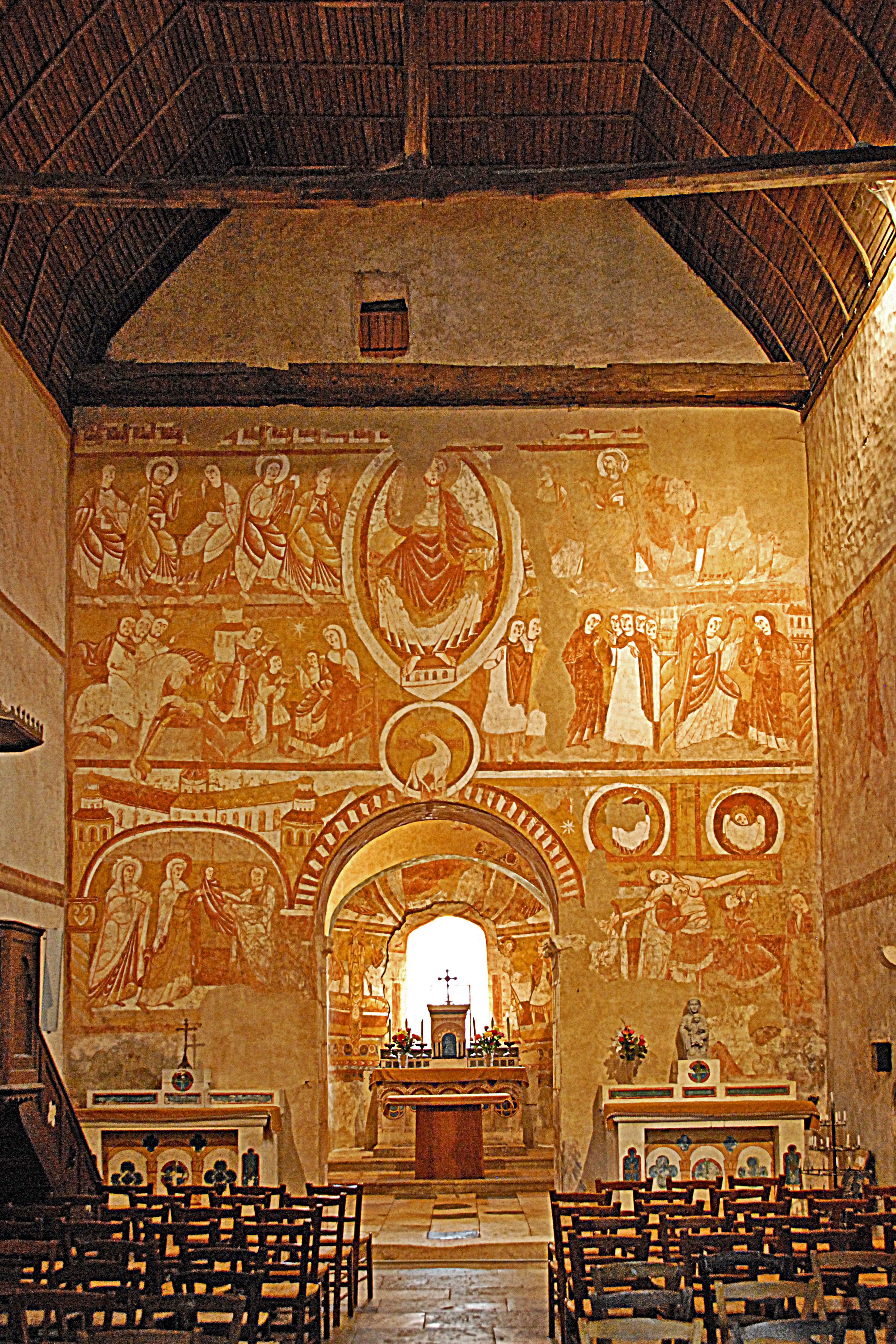
Schiff, Ostwand, Übersicht

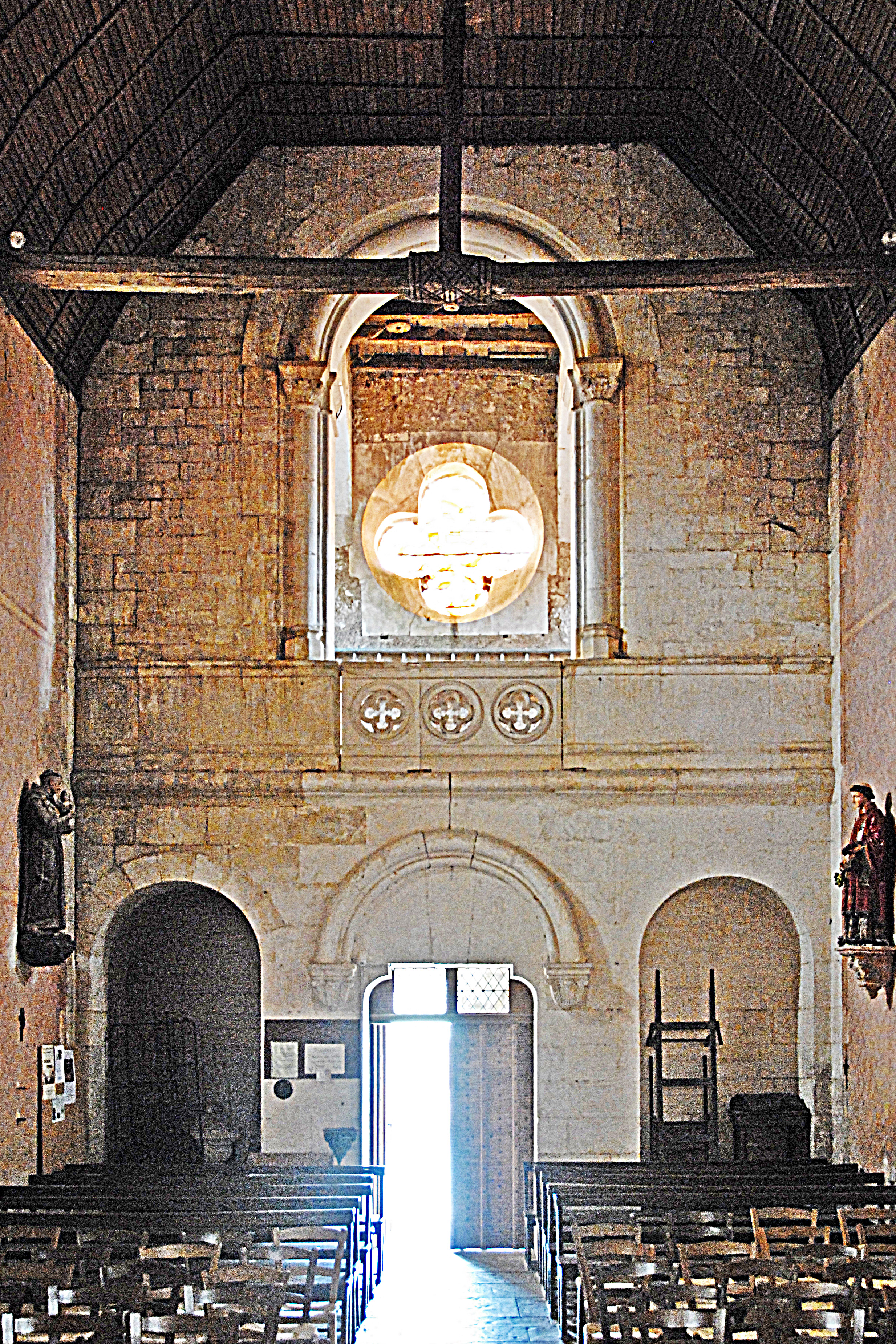
Schiff, Westwand

Vor der Nordwand des Schiffs stehen einige Sarkophage, teils mit Deckeln ausgerüstet. Sie erinnern daran, dass die Kirche ursprünglich inmitten eines Gräberfeldes oder Friedhofs stand.

### Inneres
Die beiden Räume des Ursprungsbauwerks, das Schiff und der Chorraum, reichen mit ihrem inneren Aufriss bis hinauf in die Dachstühle der Satteldächer. In Höhe der Fußpfetten, die auf den seitlichen Wänden aufliegen, sind hier sichtbare waagerechte Zugbalken von Hängewerken gespannt, im Schiff vier und im Chor eine, die verhindern, dass die auf die Auflager wirkenden waagerechten Schubkräfte der Holzkonstruktion abgefangen werden und nur noch senkrechte Lasten übrig bleiben, die von den Längswänden ohne jeden Strebepfeiler in die Fundamente abgeleitet werden. Damit die Zugbalken sich nicht durchbiegen, sind sie in der Mitte an senkrechten Pfosten aufgehängt, die bis hinauf zum First reichen und ihre Lasten in die Konstruktion einleiten. Der Dachstuhl weist in etwa seiner halben Höhe eine waagerechte Balkenlage auf, die unterseitig mit einer Holzsichtschalung beplankt ist. Diese Holzschalung setzt sich beidseitig auf den schrägen nach unten verlaufenden Sparren der Dachkonstruktion fort um leicht ausgerundet auf den Mauerkronen zu enden. Das ganze lässt die Räume als überwölbt erscheinen.
Das Schiff wird auf jeder Längsseite im oberen Wanddrittel durch drei kleine rundbogige Fenster mit aufgeweiteten Gewänden belichtet. Der Chor weist zwei ebensolche Fenster auf, und zwar in seiner Ostwand oberhalb der Chorapsis. Er erhält aber zusätzlich Tageslicht von einem größeren Fenster in der Chorapsis.
Die Wand zwischen Schiff und Chor weist einen relativ kleinen rundbogigen Durchlass auf, obwohl die Höhe des Chors etwa nur einen Meter niedriger ist, als im Schiff. Das schafft allerdings reichlich Platz für die Wandgemälde.
Die Gestaltung der Westwand des Schiffs verrät ihren Ursprung mit der Entstehung des Turmvorbaus. Sie besitzt etwa den gleichen zentralen Durchlass, wie der des Hauptportals. Auch sein glattes Tympanon und das ihn umgebende Bogenprofil auf zwei auskragenden Kapitellen weist Ähnlichkeiten mit dem Portalvorbau auf. Der mittlere Durchlass wird vor zwei höheren rundbogigen Durchlässen flankiert, die den Narthex im Erdgeschoss des Turmvorbaus mit dem Schiff großzügig verbindet. Kurz oberhalb des zentralen Bogenprofils wird durch ein waagerechtes halbrundes Profil die Höhenlage der Decke des Narthex markiert. Darauf steht eine über die ganze Breite des Schiffs reichende Brüstung, deren Unter- und Oberkante durch abgestufte Profile markiert werden. Im mittleren Abschnitt der Brüstung wird diese durchbrochen von drei kreisrunden Öffnungen deren Maßwerk je einen Vierpass bilden, der von einem kreisrunden Profil umschlossen wird. Auf den seitlichen Abschnitt der Brüstung steht die Westwand des Schiffs, die bis über die hölzerne Deckenschalung hinaufreicht. In ihr öffnet sich ein großes rundbogiges „Fenster“ in das Obergeschoss des Narthex. In einem umlaufenden Rückversatz der Laibungskanten steht eine Archivolte aus einem halbkreisförmig gebogenen Rundstab auf Säulchen, die mit skulptierten Kapitellen, profilierten Kämpfern und Basen ausgestattet sind. Durch diese Öffnung fällt insbesondere am Nachmittag und Abend das goldene Licht der Abendsonne in das Schiff, das wiederum über das große Vierpassfenster gegenüber in der Fassade des Turmvorbaus in das Gebäude eintritt. Das Obergeschoss des Narthex wird noch zusätzlich belichtet, durch je ein kleines Fenster in der Nord- und Südwand. Wie man in das Obergeschoss gelangt, ist nicht bekannt.

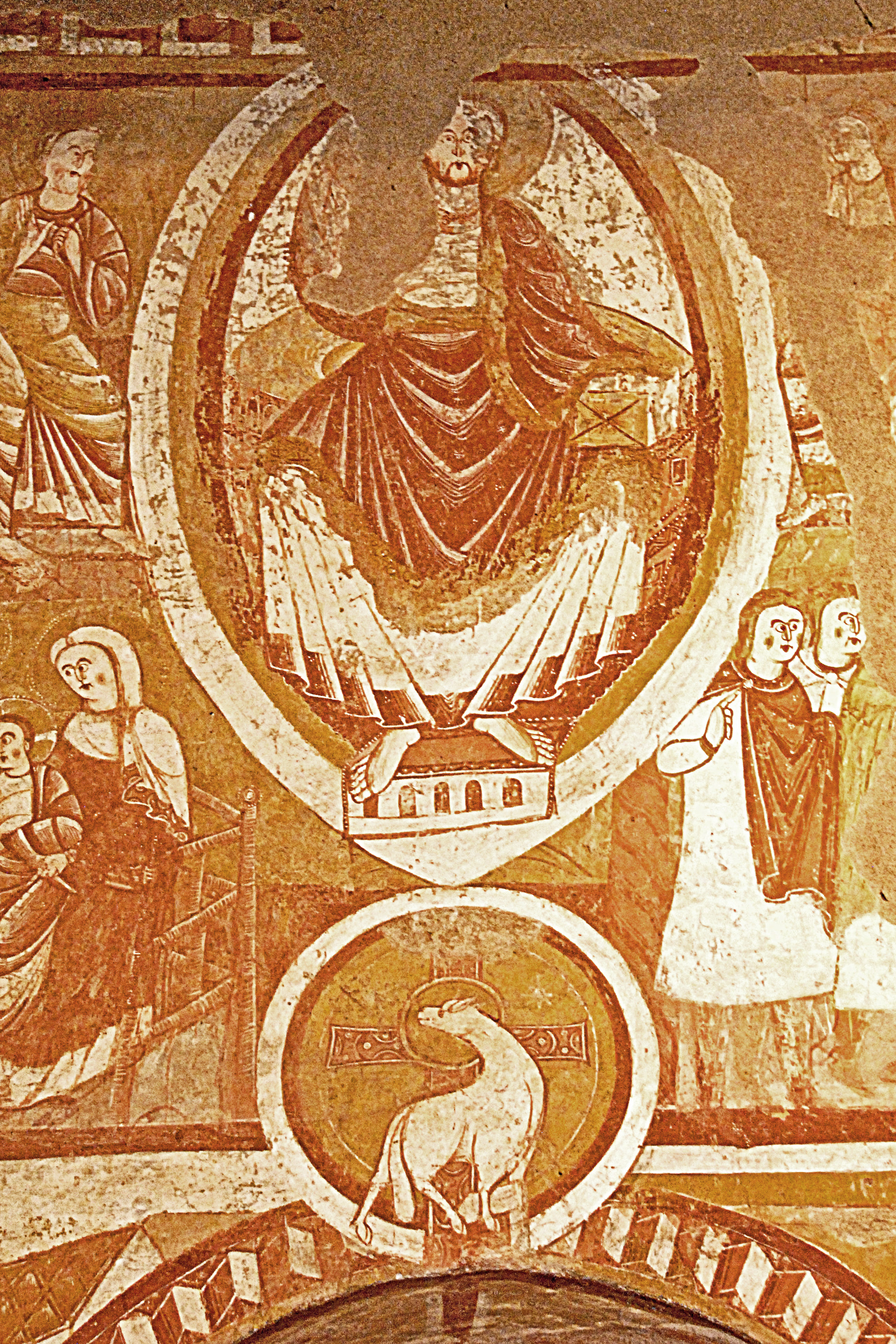
Schiff, Ostwand, zwei Mandorlen

## Die Fresken von Vic
Der Bilderzyklus in St-Martin hat das Hauptthema „Sündenfall und Erlösung des Menschengeschlechtes“. Die Fresken sind überwiegend in orangen, roten und weißen Farbtönen ausgeführt.
Die größte zusammenhängende Putzfläche mit Wandgemälden ist die Ostwand des Schiffs, die es vom Chorraum abtrennt. In ihr ist mittig ein rundbogiger Durchlass ausgespart, der durch Bemalung des Bogens mit „Keilsteinen“ in das Gemälde integriert ist. Knapp über dem Bogen des Durchlasses wird die Malerei mit einer breiten Linie in zwei Abschnitte unterteilt, der untere etwas höher als der obere. Vor den beiden den Durchlass flankierenden Wandflächen standen wahrscheinlich schon immer Altäre, die es nicht erlaubten, dass ihre Hintergründe mit erzählenden Fresken bemalt wurden. Auf beiden Seiten des Durchlasses sind bis in etwa zwei Metern Höhe überhaupt keine Malereien erhalten.
Die beiden Längswände des Schiffs sind über die ganze Länge durch breite Linien in drei etwa gleich hohe Abschnitte unterteilt. Auf der Nordwand sind alle Abschnitte in beigefarben uni angestrichen. Das gilt auch für den unteren und oberen Abschnitt der Südwand. Deren mittlerer Abschnitt zeigt durchgehend Wandmalereien, die aber nicht so gut erhalten sind, wie die meisten anderen.
Der Chorraum ist nahezu gänzlich mit Fresken ausgemalt, inklusive der anschließenden Chorapsis und dessen Einwölbung. Bemalt sind auch die Bogenlaibungen der Durchlässe zum Schiff und zur Südkapelle und einige Fensterlaibungen.
Fresken des Schiffs
Ostwand

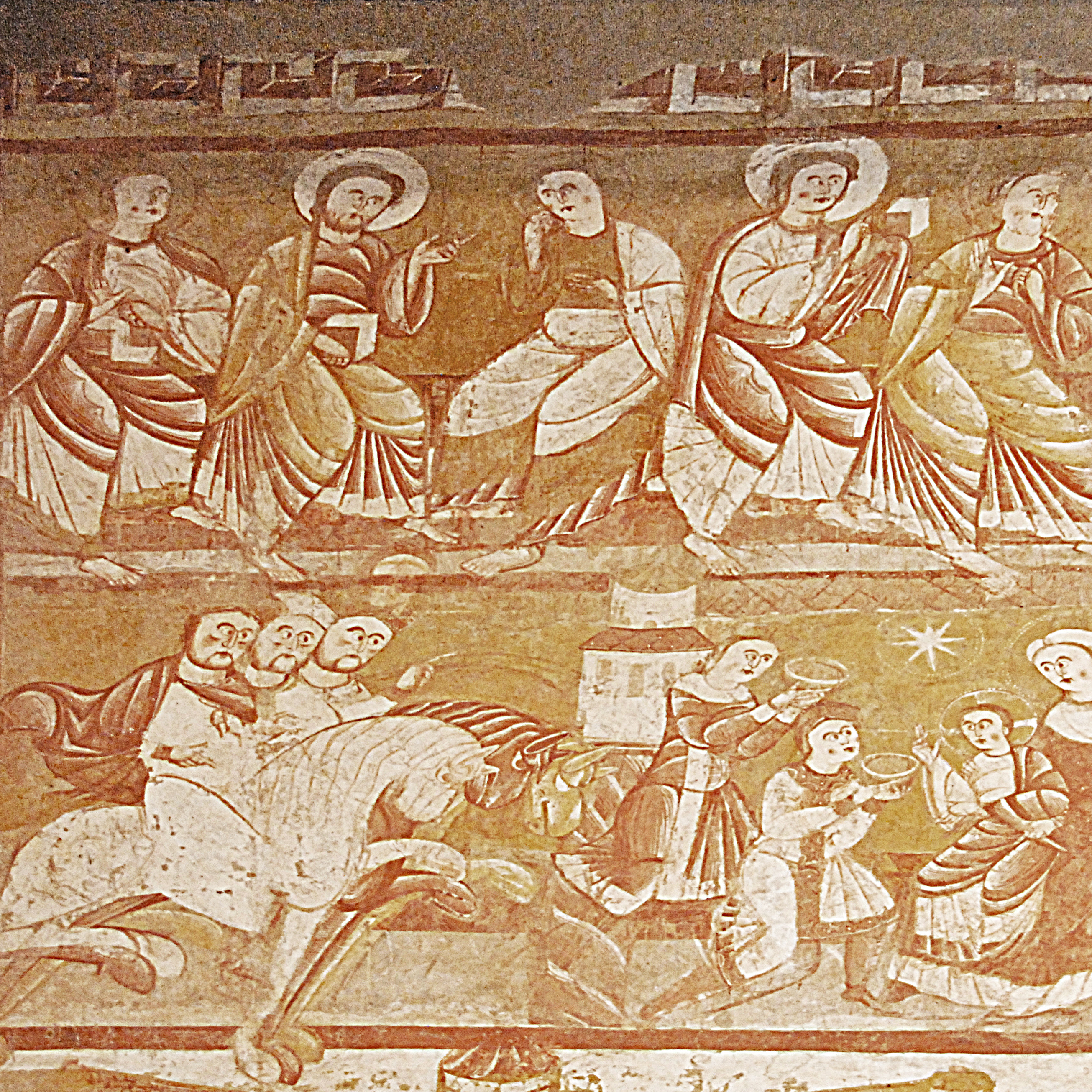
Schiff, Ostwand, fünf Apostel + Drei Könige in Bethlehem

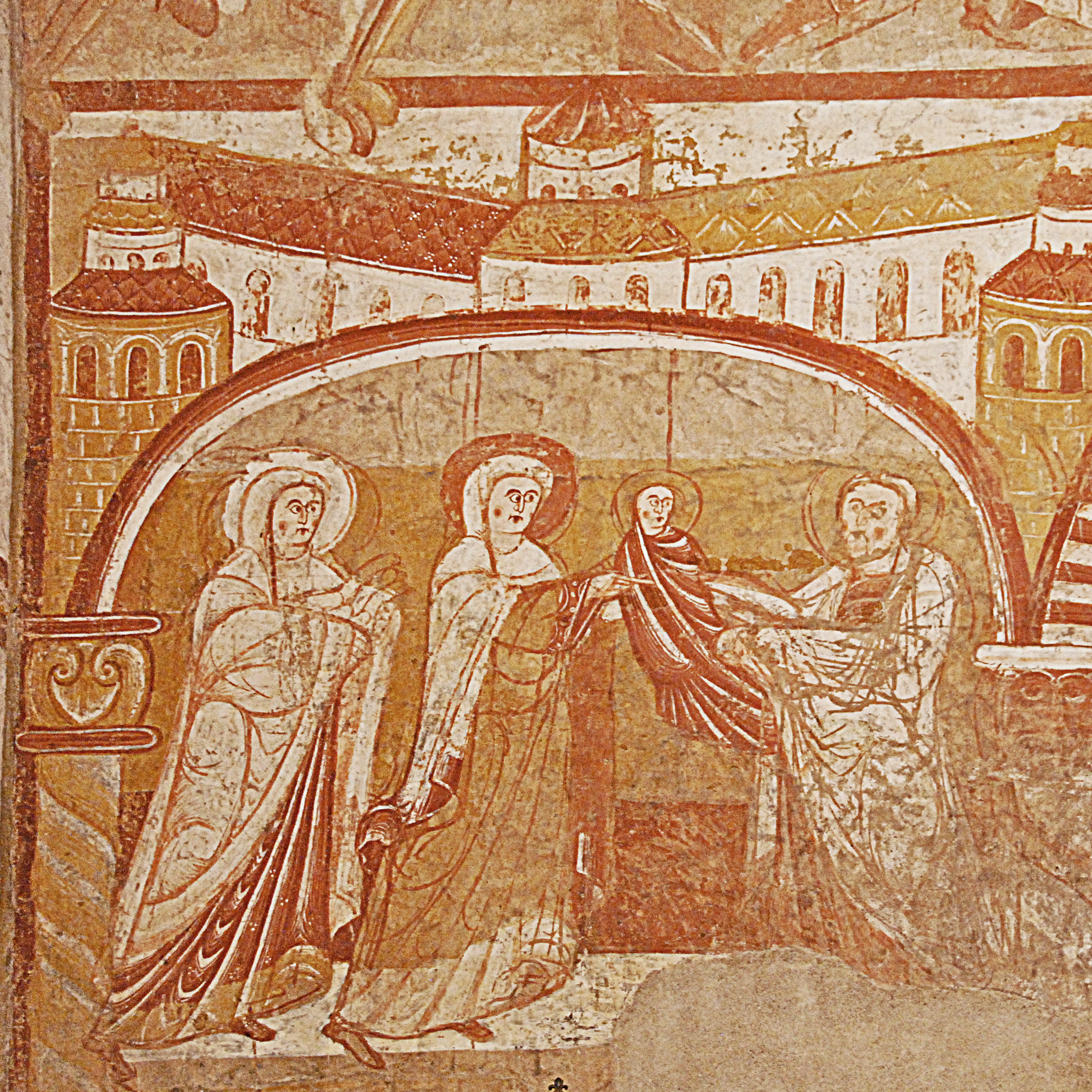
Schiff, Ostwand, Darstellung des Herrn im Tempel

Hoch oben über dem Bogen des Durchlasses zum Chor dominiert der thronende Christus als "Majestas Domini" (Weltenherrscher) in einer Mandorla, die von zwei Segmentbögen aus weißen, orangefarbenen und roten Streifen gebildet wird. Christus sitzt auf einem breiten Thron, seine Füße ruhen auf einem kleinen Schemel, der von fensterartigen Öffnungen durchbrochen ist. Das mehrteilige weite wallende Gewand breitet sich locker über den Körper aus. Sein bärtiges Antlitz blickt frontal den Betrachter an und ist von einem Kreuznimbus hinterlegt. Seine Rechte hält er zum Segensgestus empor, seine Linke liegt auf einem paketartigen Gebilde, wahrscheinlich das Buch des Lebens.
Zwischen der Mandorla und dem Scheitel des Durchlassbogens umschließt eine weitere aber kreisrunde Mandorla das mystische Agnus Dei (Lamm Gottes), dessen nach hinten gewandter Kopf von einem Nimbus und einem großen lateinischen mit Ornamenten dekorierten Kreuz hinterlegt ist. Zwischen seinen Füßen erkennt man das Buch mit sieben Siegeln.
Der obere Wandabschnitt ist noch einmal in zwei etwa gleich breite Register gegliedert.
Die fünf sitzenden Personen des oberen Registers sind mit langärmligen Tuniken und faltenreichen Togen bekleidet und durch Nimben ausgezeichnet. In der linken lauschen zwei Personen, ohne Bart, gespannt den Worten der mittleren, die er durch die Gestik seiner linken Hand unterstreicht. Er trägt einen hellen Nimbus und einen Bart, Auf seinen Oberschenkeln ruht ein würfelförmiger Gegenstand. Rechts davon sitzen zwei Personen und blicken in die gleiche Richtung. Die linke trägt einen hellen Nimbus, aber keinen Bart. Sie erhebt mit der Linken einen würfelförmigen Gegenstand und weist mit der Rechten auf ihn. Die Personen werden in Quellen als fünf Apostel gedeutet.

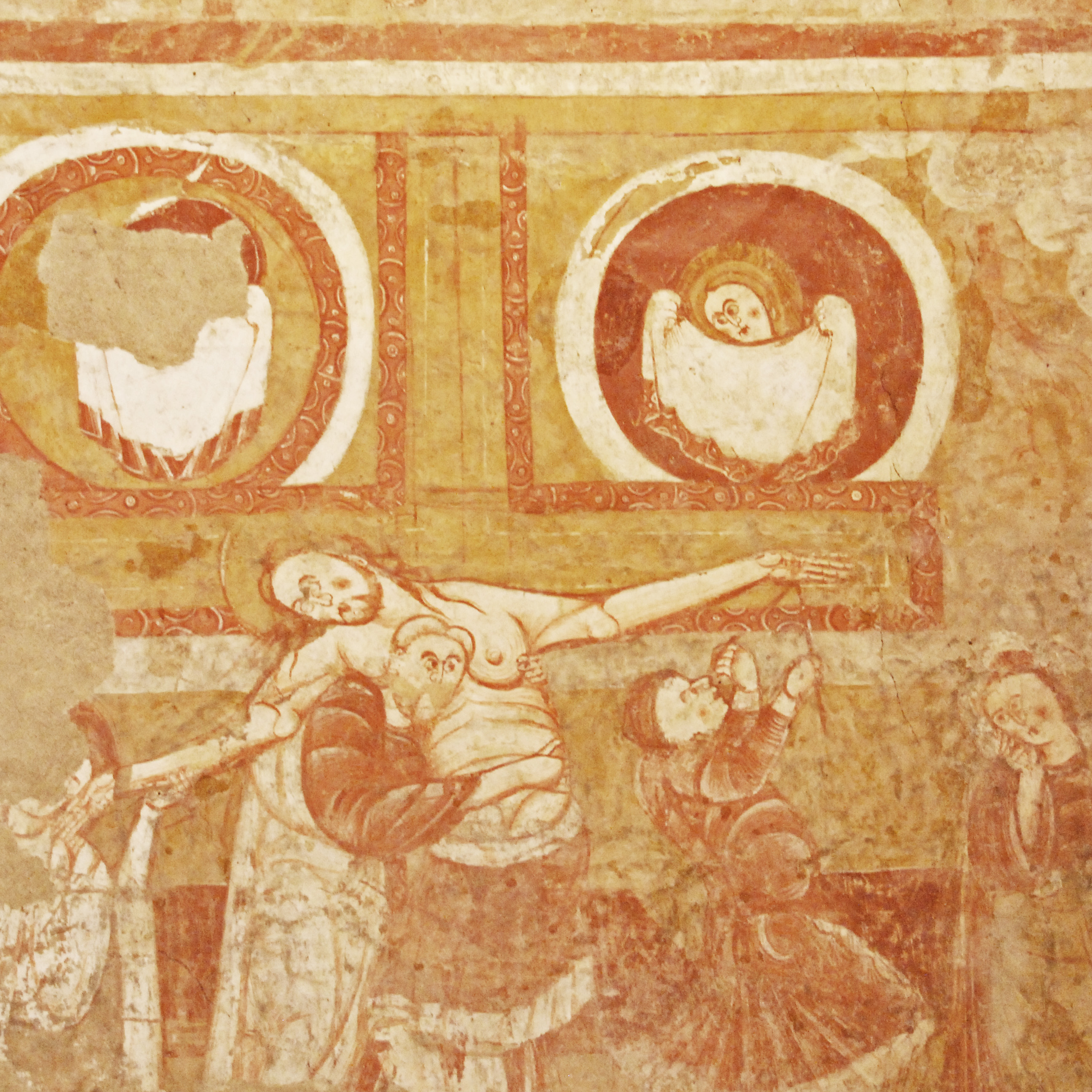
Schiff, Ostwand, Kreuzabnahme

Die Darstellung darunter zeigt links drei galoppierende Pferde, auf denen bärtige Männer eilig reiten, was durch das wehende Gewand des vorderen unterstrichen wird. Es handelt sich offensichtlich um die drei Weisen oder Könige, die gen Bethlehem reisen, das durch ein turmartiges Gebäude symbolisiert wird. Der hintere weist mit einer Hand auf den Stern am Himmel über dem Geburtsort. Rechts sitzt der Jesusknabe – wie ein Erwachsener gekleidet und mit Kreuznimbus – auf dem Schoß seiner Mutter und begrüßt mit einem Segensgestus die Ankömmlinge. Zwei Hirten fallen vor ihm auf die Knie und bieten in ihren Händen in Schalen gefüllte Gaben dar.
Ganz oben rechts ist sie Szene erheblich beschädigt. Es geht aber hier wieder wie auf der linken Seite um sitzende Personen mit Nimben, die den Worten einer weiteren Person lauschen, mit hellem Nimbus und Bart, der seine Rede durch Gestik der Rechten unterstreicht und in der Linken einen würfelförmigen Gegenstand hält. Auch das sollen weitere Apostel sein.
Die Darstellungen darunter zeigen zwei Szenen mit der Gottesmutter Maria. Die rechte ist von zwei gedrehten Säulen mit Kapitellen eingefasst. Sie zeigt die Verkündigung des Erzengels Gabriel (mit Nimbus) an Maria (mit Nimbus) in Nazareth (siehe Gebäude im Hintergrund). Seine Worte unterstreicht der Engel durch die Gestik seiner erhobenen Hände und seine weit gespreizten Beine. Maria in fußlangem Gewand und mit Kapuze empfängt die Worte mit verständnisvoll geneigtem Kopf und erhobener Hand. In der linken Szene steht Maria (mit Nimbus und Kapuze) im Kreise von mindestens sechs Frauen, die auf sie einreden. Hier könnte Mariä Heimsuchung dargestellt sein.

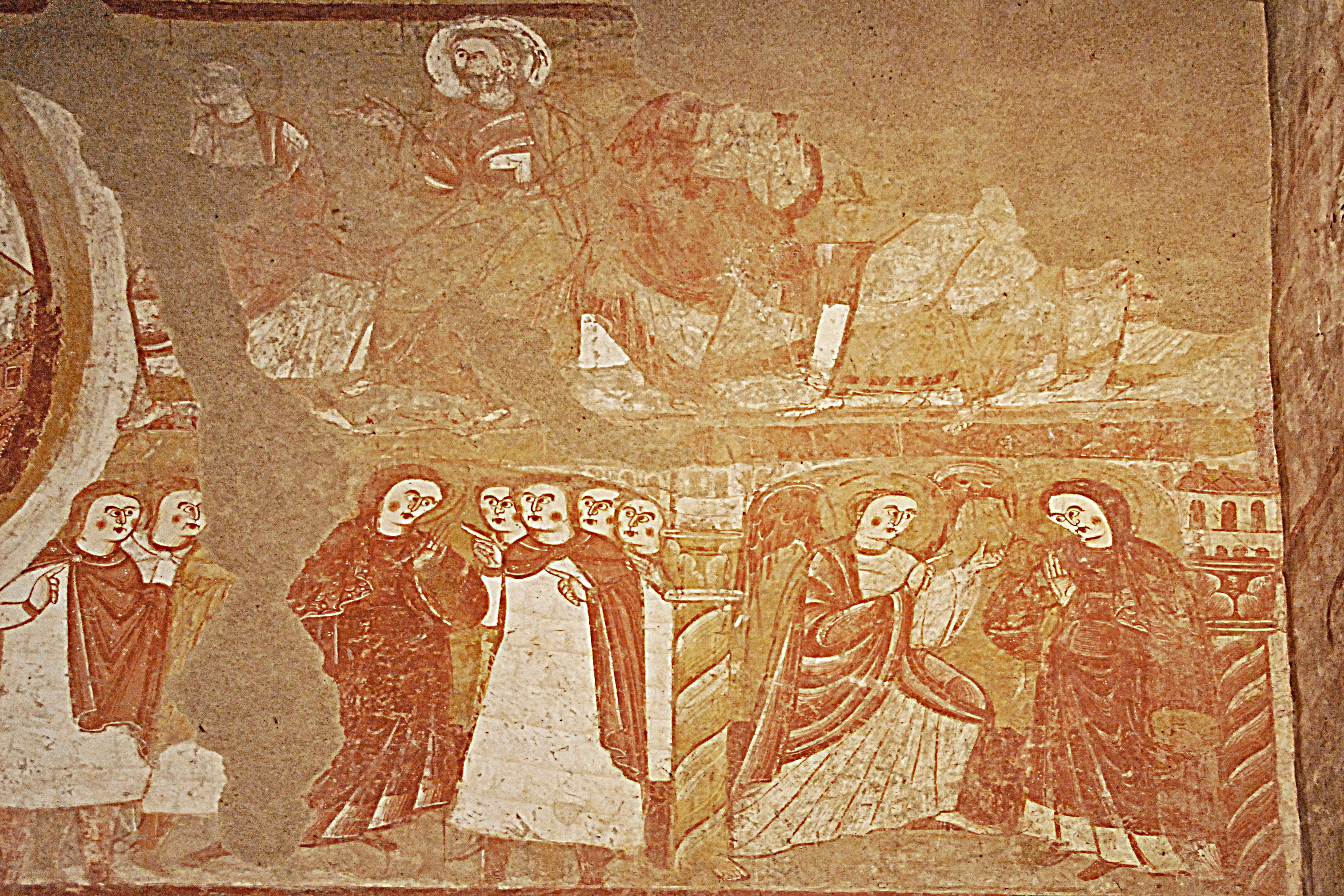
Schiff, Ostwand, oben rechts + 2 Szenen mit Maria

Unten links wird die "Darstellung des Herrn" gezeigt. Die Gebäude im Hintergrund sollen den Jerusalemer Tempel symbolisieren. Die Szene wird von einem Korbbogen aus einer weißen, orangen und roten Linie besteht, der auf zwei gedrehten Säulen mit Kapitellen ruht. Maria und Josef präsentieren den Jesusknaben, hier eher im Säuglingsalter, in dem sie ihn über einem Altartisch empor halten. Links steht eine ältere Frau, die nach ihrer Handgestik einen Kommentar abgibt. Es handelt sich um die Prophetin Hanna, die in Jesus den Messias erkennt. Siehe Lukasevangelium (Lk 2,22–24 ). Die Köpfe alle Personen sind mit Nimben hinterlegt.

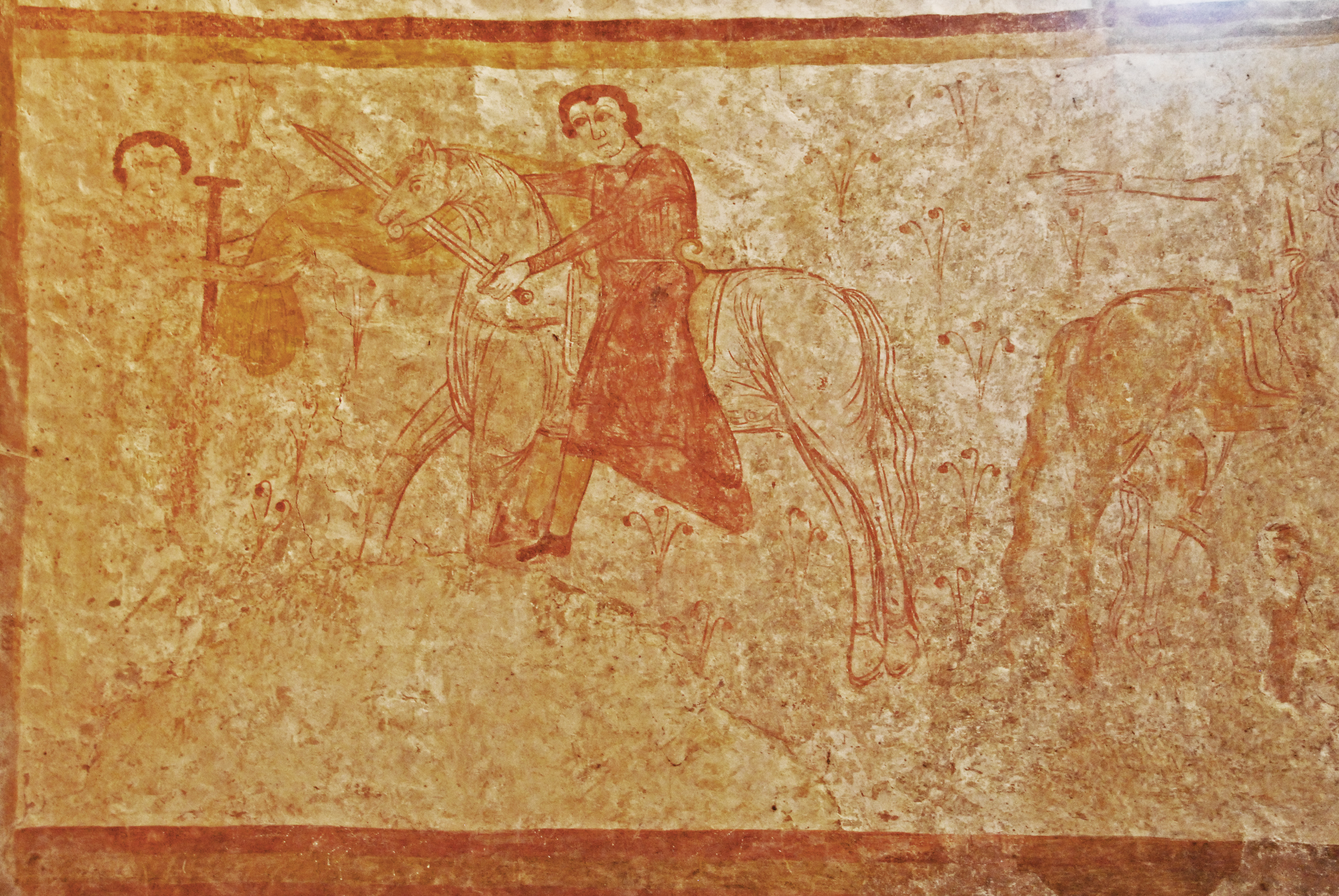
Schiff, Südwand, St-Martin 1

Unten rechts wird die "Kreuzabnahme Christi" gezeigt. Während ein Helfer mit einer gewaltigen Zange den Nagel aus dem linken Arm des Kreuzes zieht, rutscht der Körper des Gekreuzigten über die Schulter des bärtigen Josef von Arimathäa, der ihn auffängt. Jesu Kopf neigt sich seitlich auf seine Schulter und ist mit einem Nimbus hinterlegt. Rechterhand steht die Gottesmutter Maria, ihren Kopf in Trauer auf eine Hand gestützt hält. Beidseitig des oberen Kreuzstamms ist je eine rote und eine orangefarbene Kreisscheibe zu sehen, die von einem weißen, beziehungsweise einem weißen und roten Kreisring umschlossen wird. In der rechten Scheibe erkennt man den Kopf einer weiblichen Person mit Nimbus, die mit seitwärts erhobenen Armen ein weißes Tuch vor ihren Oberkörper hält. Von der linken Person ist der Kopf nicht mehr erhalten. Die beiden Gebilde werden als Sonne und Mond interpretiert.
Südwand

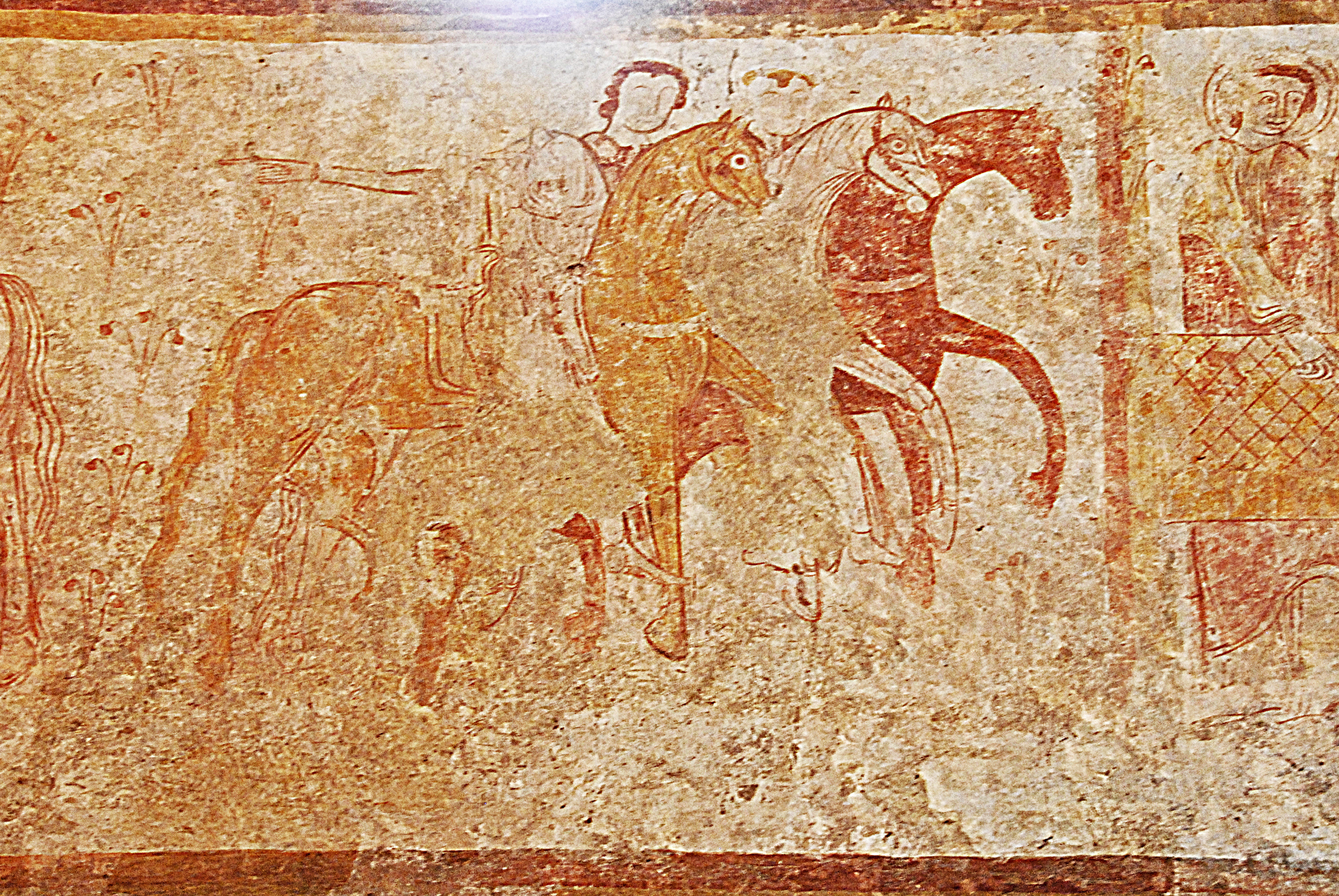
Schiff, Südwand, St-Martin 2

Die Längswände des Schiffs sind von breiten Streifen in drei fast gleich hohe Register unterteilt von denen allein das mittlere auf der Südwand in ganzer Länge des Schiffs mit Fresken bemalt ist. Das Register ist in zwei Abschnitte unterteilt, in einer Länge von etwa zwei Dritteln zu einem Drittel. Der linke größere Abschnitt zeigt insgesamt vier Ritter auf ihren Pferden, drei reiten galoppierend nach rechts, einer hat sich nach links gewendet, wo eine Person steht, die an ihrem Krückstock als körperbehindert zu erkennen ist. Von diesem sind nur der Kopf, seine Arme und der Stock erhalten. Der Ritter hält in seiner Linken ein Langschwert, mit dem er versucht, das in der Rechten gehaltene Tuch, wahrscheinlich sein Mantel, zu teilen. Das andere Ende des Mantels wird von der stehenden Person entgegengenommen. Der vordere Ritter der Dreiergruppe hat seinen Oberkörper nach hinten gewendet und weist mit seiner Rechten auf die Szene der Mantelteilung. Hier ist offensichtlich eine Gruppe der römischen kaiserlichen Reiterei zu sehen von denen sich einer abwendet, um dem hilflosen und unbekleideten Menschen seine Hilfe zukommen zu lassen und ihn zu bekleiden. Es handelt sich um die Legende des heiligen Martin von Tours, der auch Schutzpatron dieser Kirche ist.

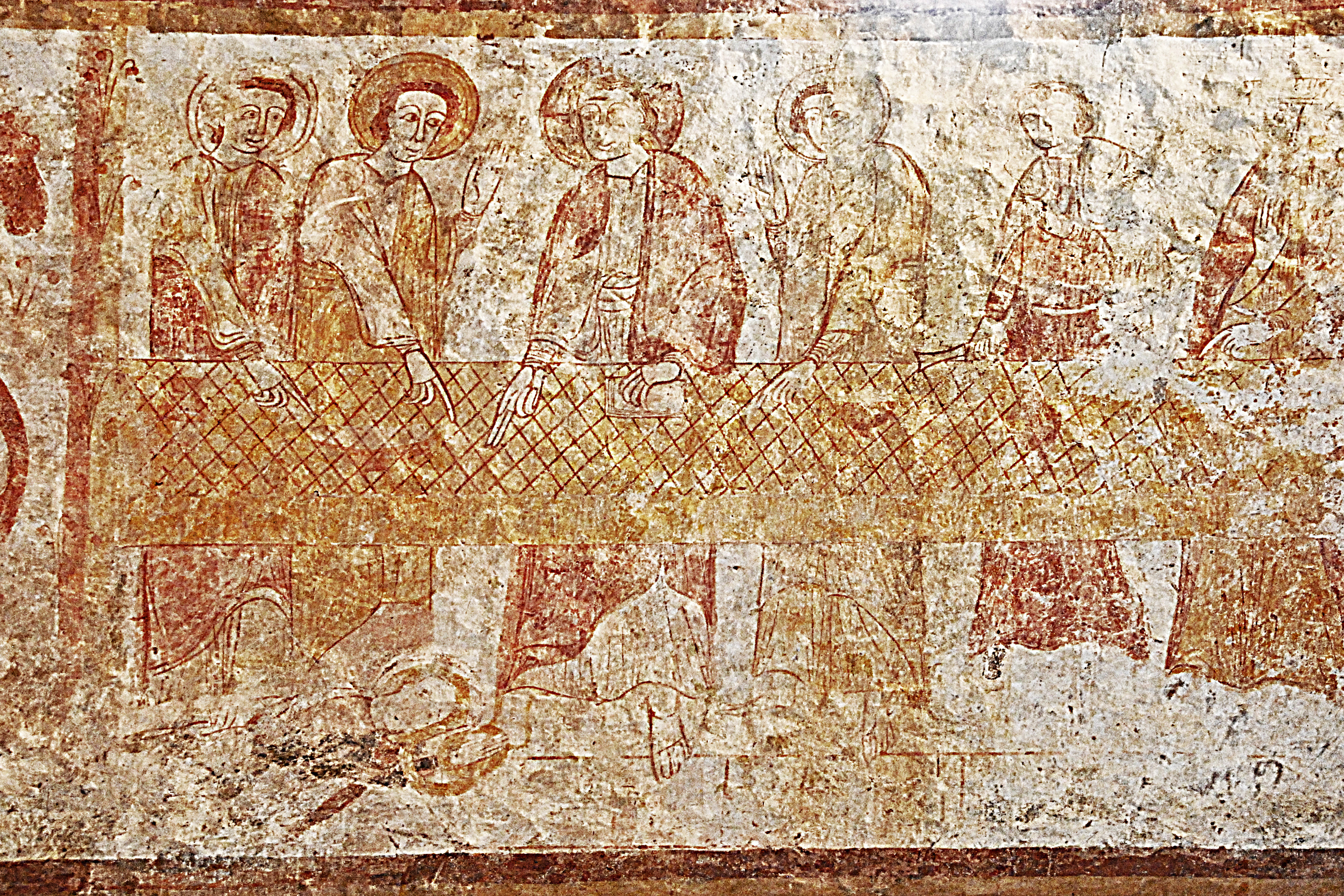
Schiff, Südwand, Abendmahl

Im zweiten kleineren Abschnitt ist möglicherweise eine Szene des letzten Abendmahls dargestellt. Hier stehen Christus (mit Kreuznimbus) und fünf seiner Jünger (mit Nimben) hinter einem Tisch, dessen Oberfläche mit einem Gitter aus Rauten dekoriert ist. Auf dem Tisch sind nur noch schwache dunklere Konturen der Gegenstände der Mahlzeit zu ahnen. Jesus hält mit seiner Linken ein Buch (?) der zweite Jünger von rechts in der Rechten ein Messer. Jesus weist mit seiner Rechten und zwei ausgestreckten Fingern auf eine kleine Person, die unter dem Tisch liegt oder kniet. Die Jünger zeigen jeweils mit dem Finger einer Hand in die gleiche Richtung und heben die andere, geöffnet wie zum Schwur. Wer nun die Person unter dem Tisch sein soll, die auch noch einen Fuß Jesu zu waschen oder zu berühren scheint, ist vorerst unklar.
Die Fresken der Südwand des Schiffs unterscheiden sich in Stil und Qualität deutlich von den übrigen. So kann angenommen werden, dass dort ein anderer Künstler tätig war, vielleicht auch zeitversetzt.
Durchlass zum Chor

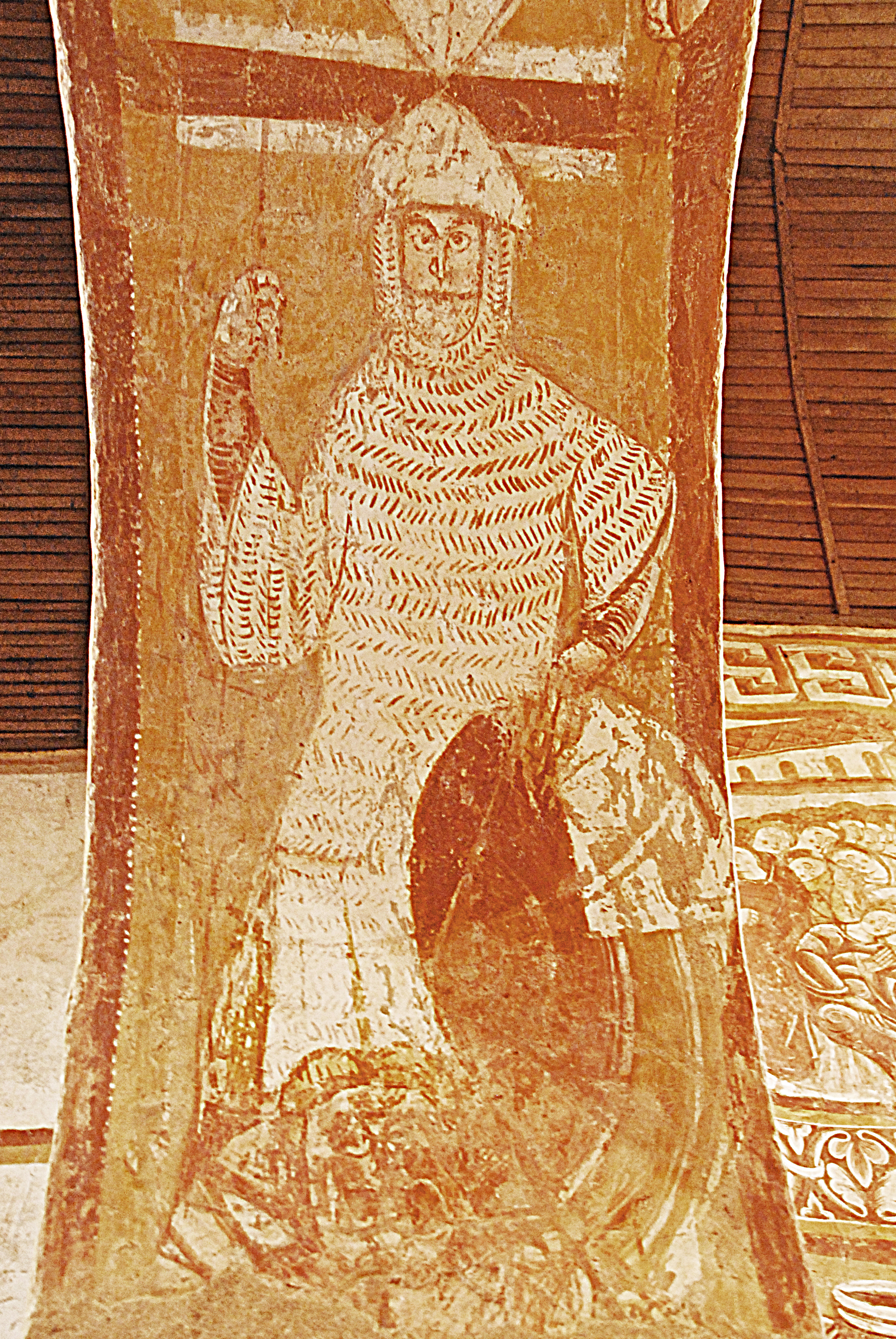
Bogenlaibung Durchlass zum Chor

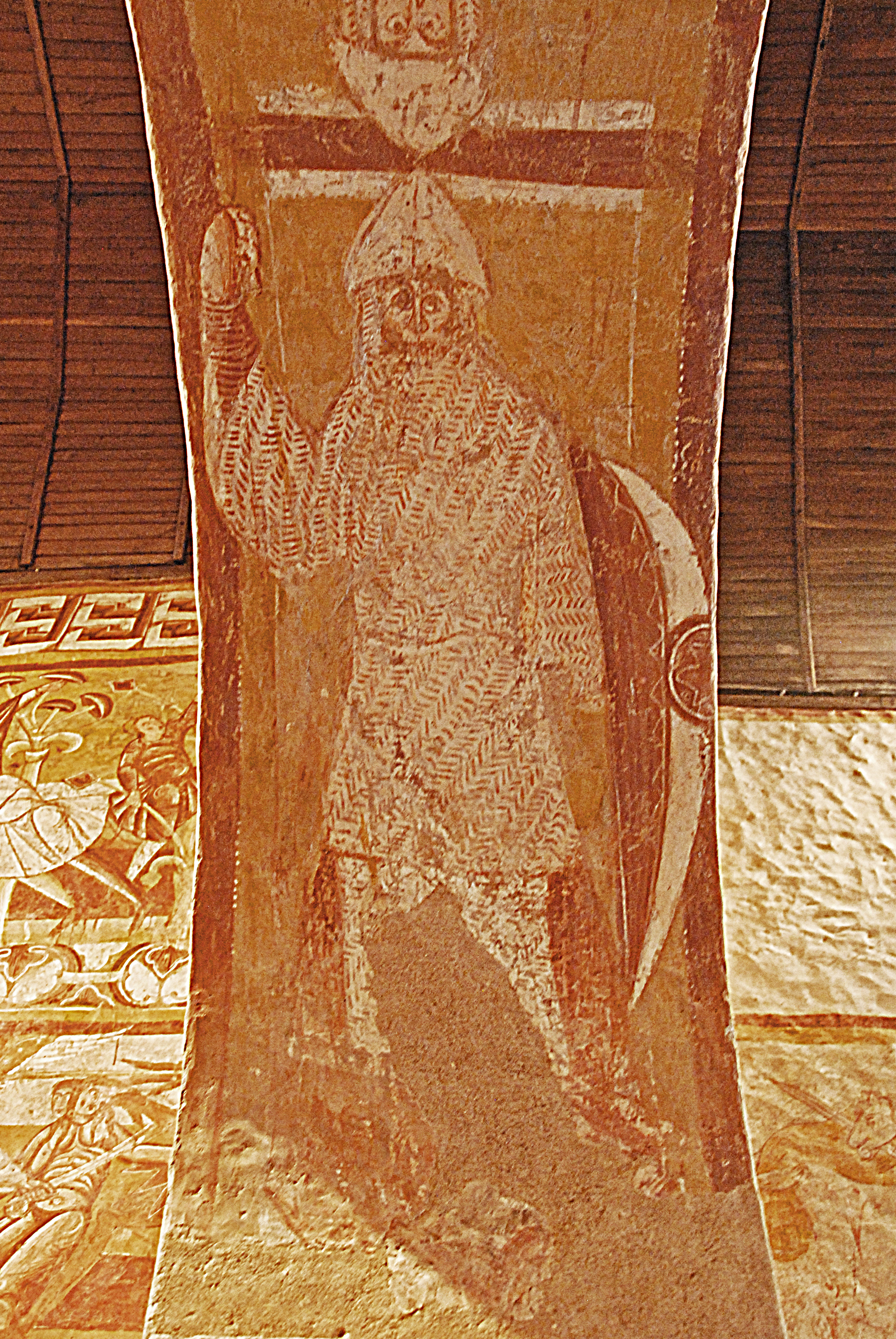
Bogenlaibung Durchlass zum Chor

An der Laibung des Triumphbogens präsentieren sich zwei stark bewaffnete Wächter um Unbefugten den Zutritt zum Allerheiligsten zu verwehren. Sie tragen vollständige Kettenrüstungen vom Kopf bis zu den Füßen, spitze Helme, je einen gewölbten Schild und eine aufgerichtete Lanze, auf denen sich ihre Rechte hoch erhoben abstützt.
Chorraum
Die einzelnen Szenen werden durch Friese aus geometrischen und pflanzlichen Ornamenten unterteilt und abgegrenzt.
Auf der Westwand zum Schiff sehen wir oberhalb des Triumphbogenscheitels "das letzte Abendmahl" unter einem Korbbogen, der auf Säulen mit Kapitellen ruht. Im Hintergrund oberhalb der Szene sollen die Architekturen die Mauern und Türme der Stadt Jerusalem darstellen. Hinter der gedeckten Tafel mit weißem Tischtuch sitzen in der Mitte Jesus in etwas größerem Maßstab, sein Lieblingsjünger Johannes ruht an seiner Brust, und zehn weitere Jünger, die den Worten des Herrn gespannt lauschen. Unter dem Tisch sind die wallenden Gewänder der Personen und ihre nackten Füße zu erkennen. Diesseits der Tafel schiebt sich von rechts der Jünger Judas zur Mitte und hält an ausgestrecktem Arm eine Schüssel. In die hat soeben Christus einen Bissen getaucht und reicht ihn mit ebenso gestecktem Arm dem Munde Judas. Das ist das Zeichen, das ihn als künftigen Verräter deklariert. Auf der Tafel sich die Reste des Abendmahls zu finden, wie etwa Schalen, Becher und Messer. Alle Personen, bis auf Judas, tragen Nimben.
Links neben der Abendmahlszene ist noch eine kurze Fortsetzung aus der Darstellung des "Einzugs in Jerusalem" auf der benachbarten Südwand zu sehen. Innerhalb der Architekturen Jerusalems finden sich zwei Personen, die mit Messern pilzartige Pflanzen abschneiden. Gemeint sind offensichtlich Palmwedel, die der Künstler nicht gekannt hat. Ganz links stehen noch zwei Personen, deren Oberkörper nicht erhalten sind. Sie beobachten jedenfalls den Einzug Jesu.
Auf derselben Wand weiter unten beidseitig des Triumphbogens ist je ein weißhaariger und vollbärtiger Prophet dargestellt, dekoriert mit Architekturen des himmlischen Jerusalems. Mittels der Schriftbänder in ihren Händen lassen sich zwei Persönlichkeiten des Alten Testaments identifizieren, David (links) und Moses (rechts).
Auf der Ostwand sind zwischen den Fenstern gemeinsam drei frontal stehende weißhaarige und bärtige Propheten dargestellt: „JEREMIE PROPHETE“ (Jeremia), „PROPHETE DOMINIE“ (Isaak), „PROPHETE TENDENT“ (Elija).
Galerie Westwand

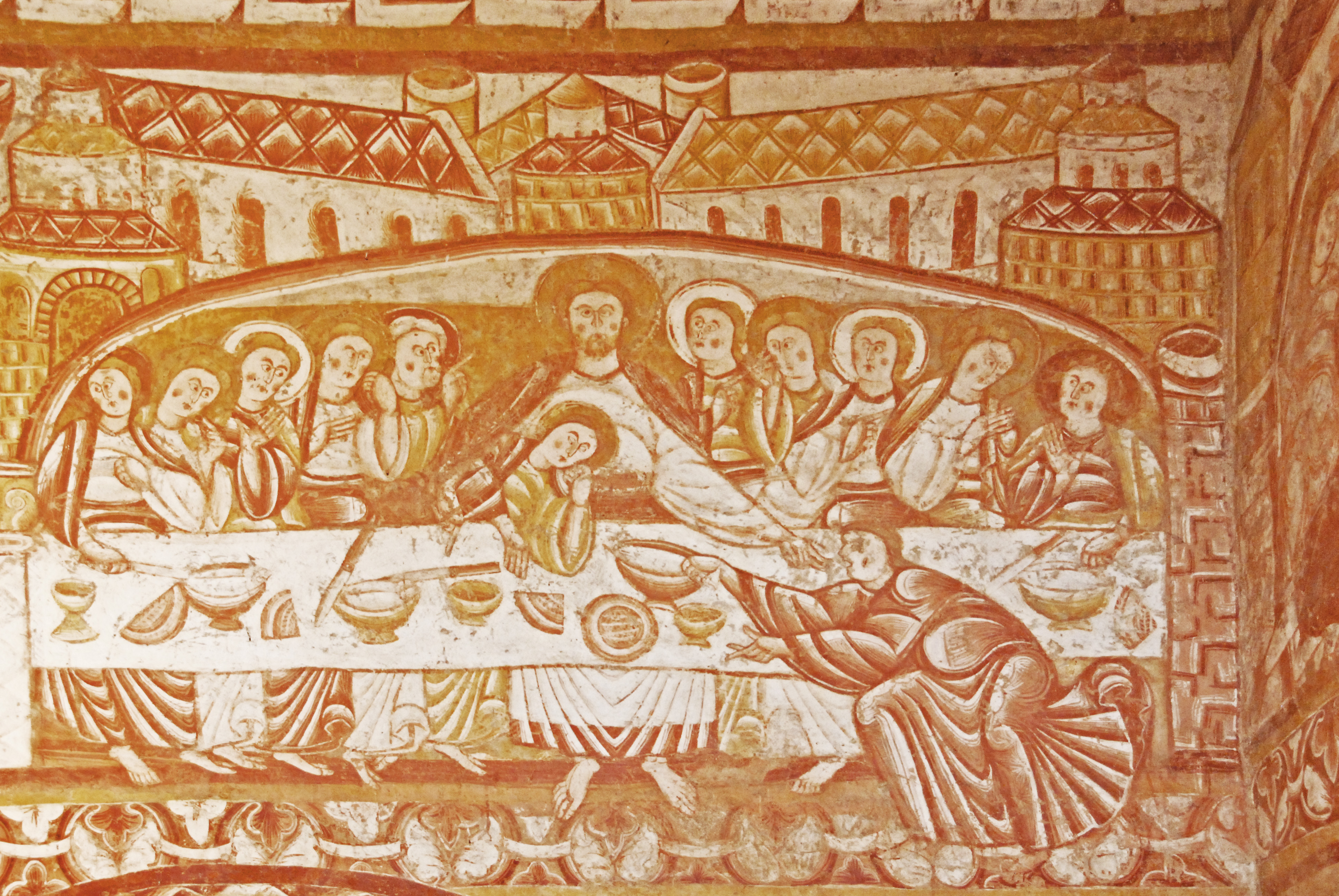
Chor, Westwand, rechts oben, Abendmahl
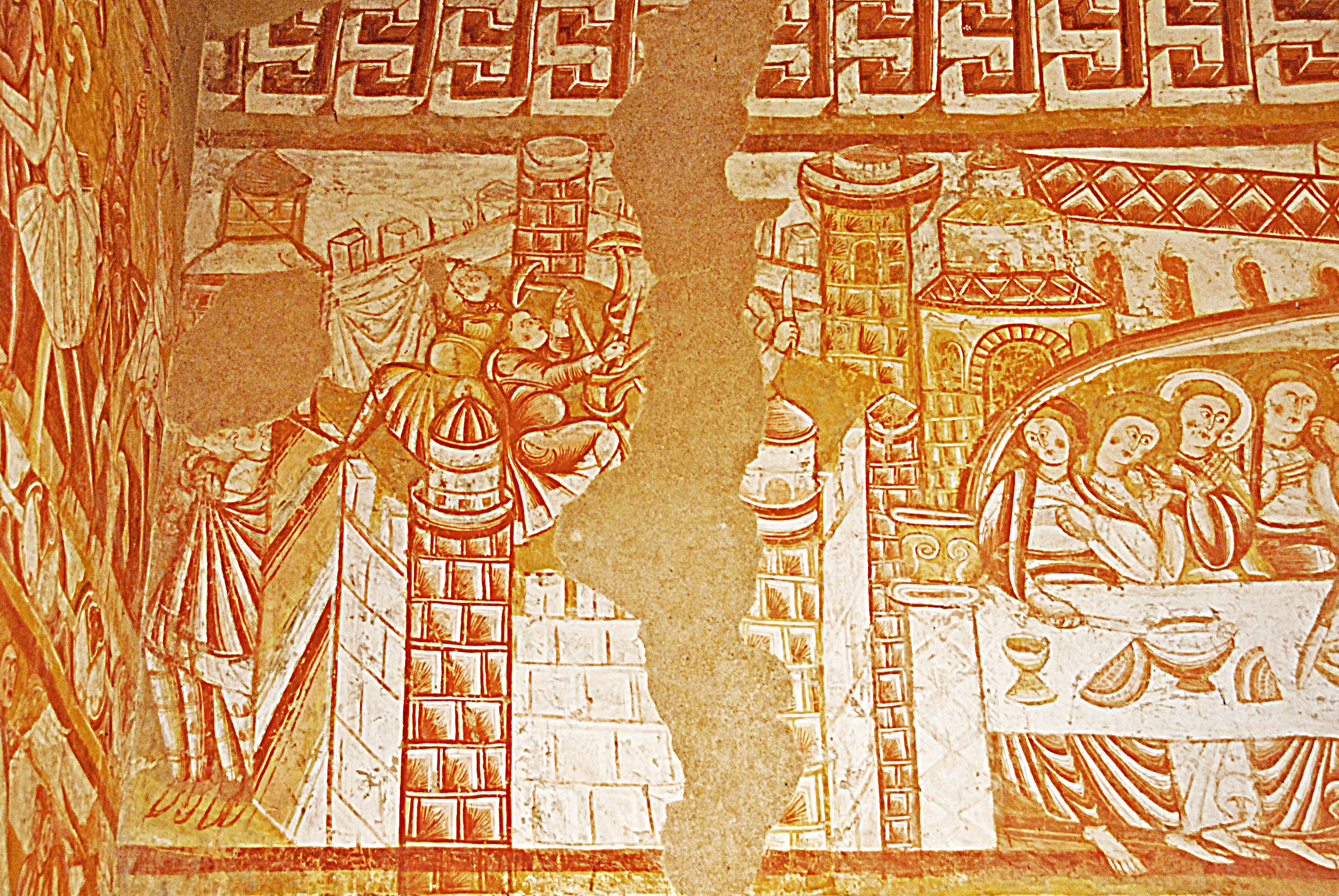
Chor, Westwand, links oben, Fortsetzung Einzug in Jerusalem
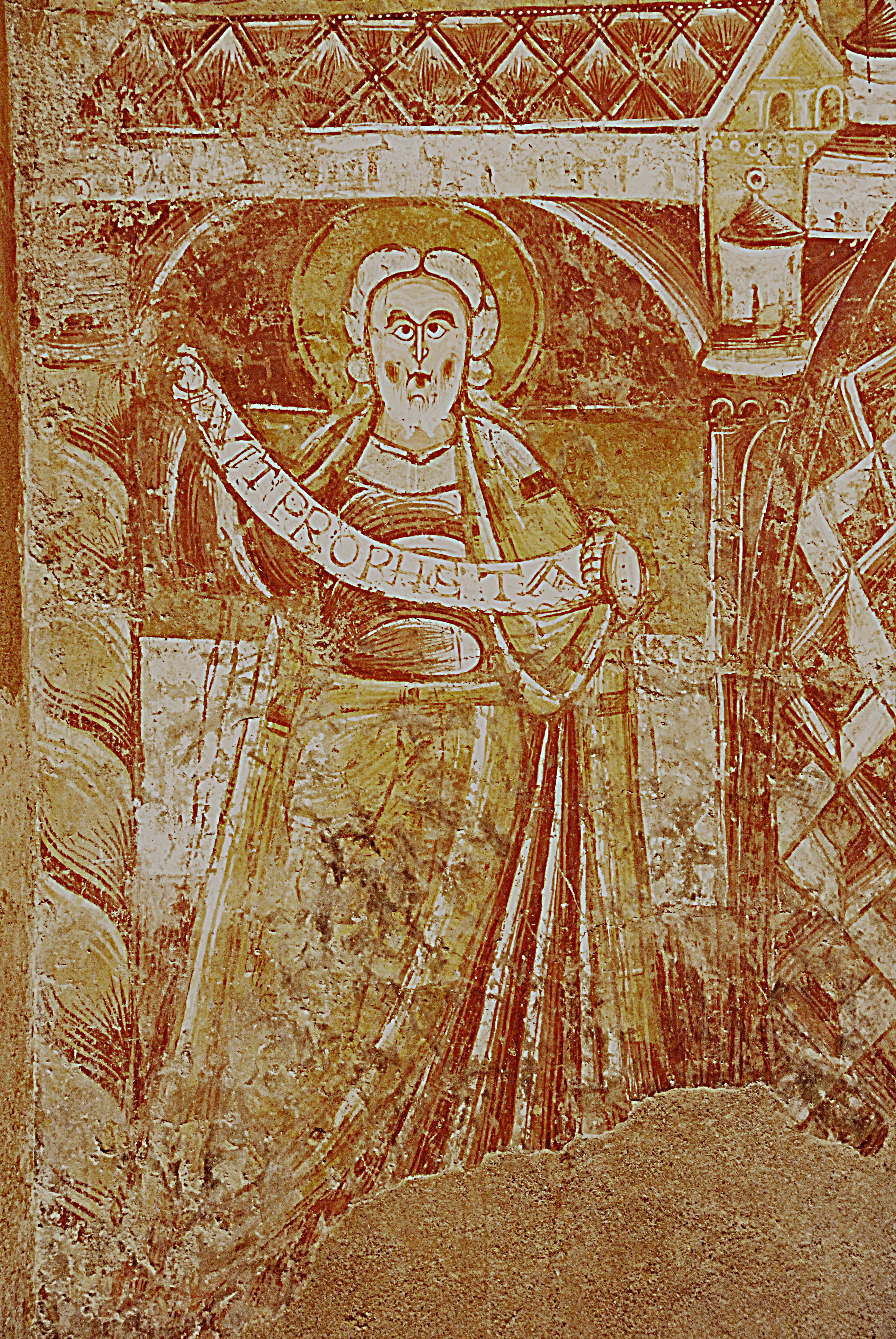
Chor, Westwand, links unten, David
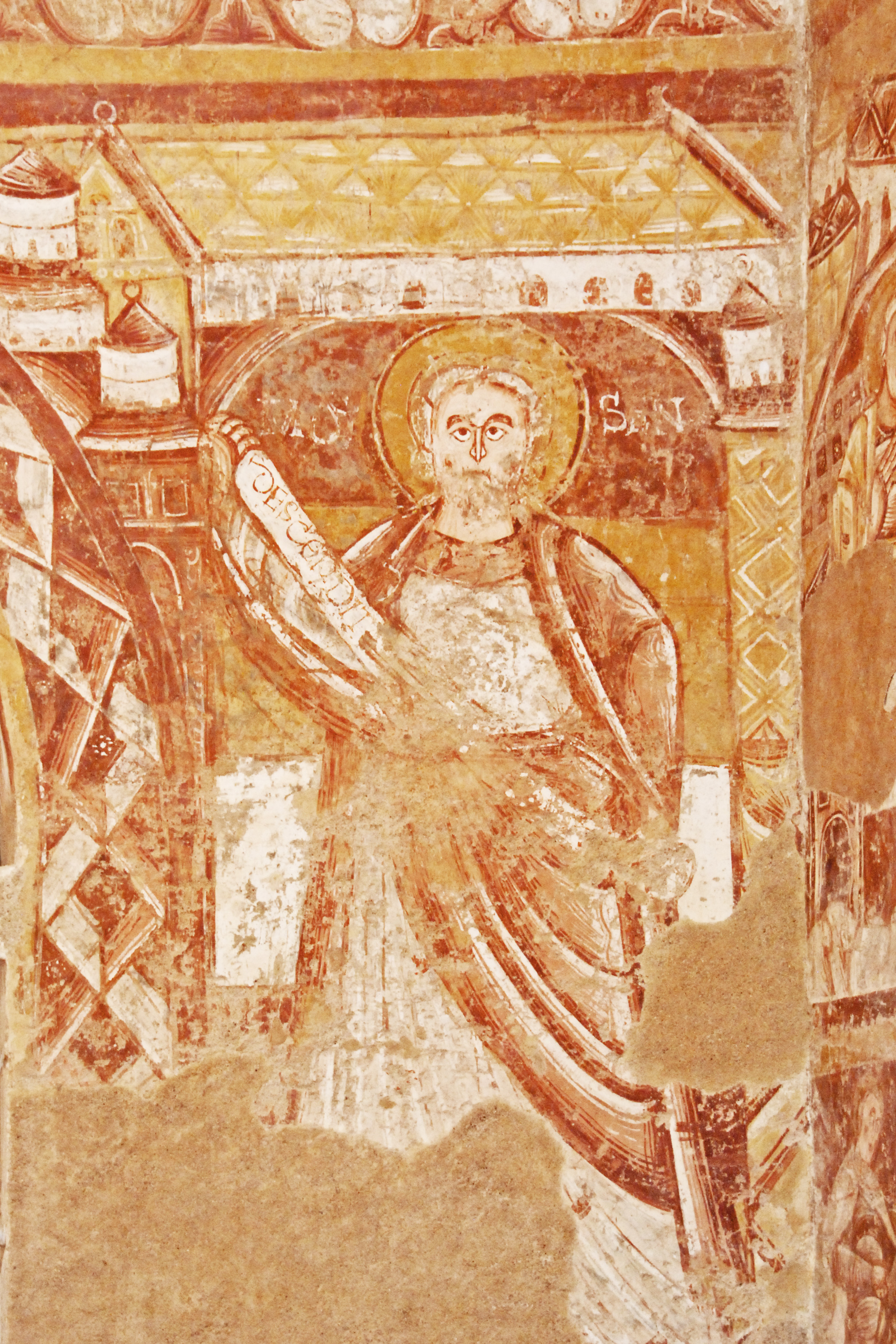
Chor, Westwand, rechts unten, Moses

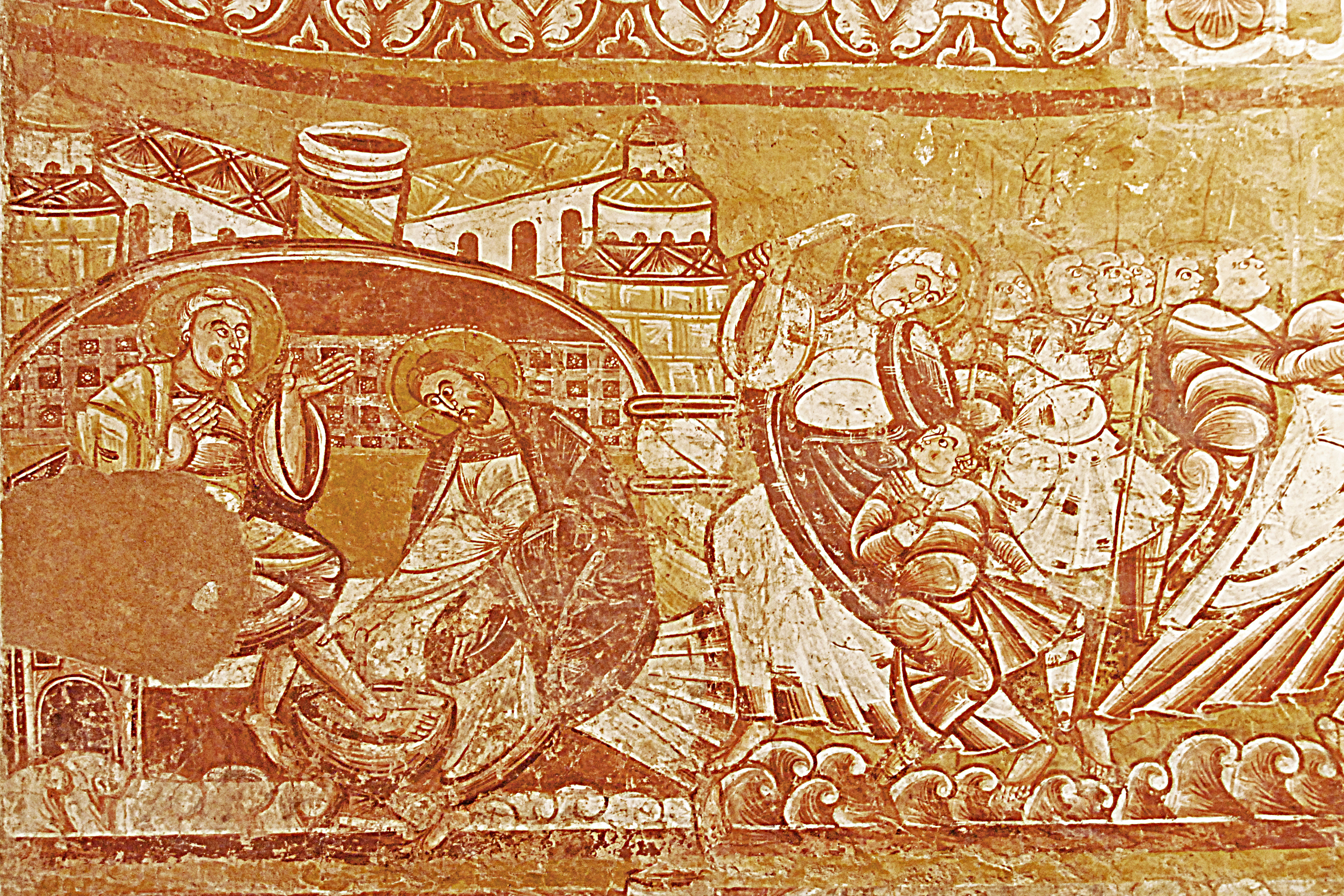
Chor, Nordwand, Fußwaschung + Ohr des Malchus

Die Nordwand präsentiert ein Register verschiedener Szenen, auf der linken Seite beginnend mit der Fußwaschung der zwölf Jünger durch Christus vor dem Abendmahl. Die Szene wird wieder mit einem Korbbogen überspannt, der auf Säulen mit Kapitellen steht. Die Architekturen im Hintergrund symbolisieren die Stadt Jerusalem. Hier ist es stellvertretend der weißhaarige Petrus (mit Nimbus), der Jesus (mit Kreuznimbus) gegenübersitzt. Die Gestik seiner Hände verrät eine lebhafte Diskussion. Jesus hockt leicht vorwärts gebückt, fasst seinen rechten Unterschenkel und taucht den Fuß in eine große Schüssel. In der Linken hält er eine kleinere Schüssel mit Wasser, das er über den Fuß ausgießt.

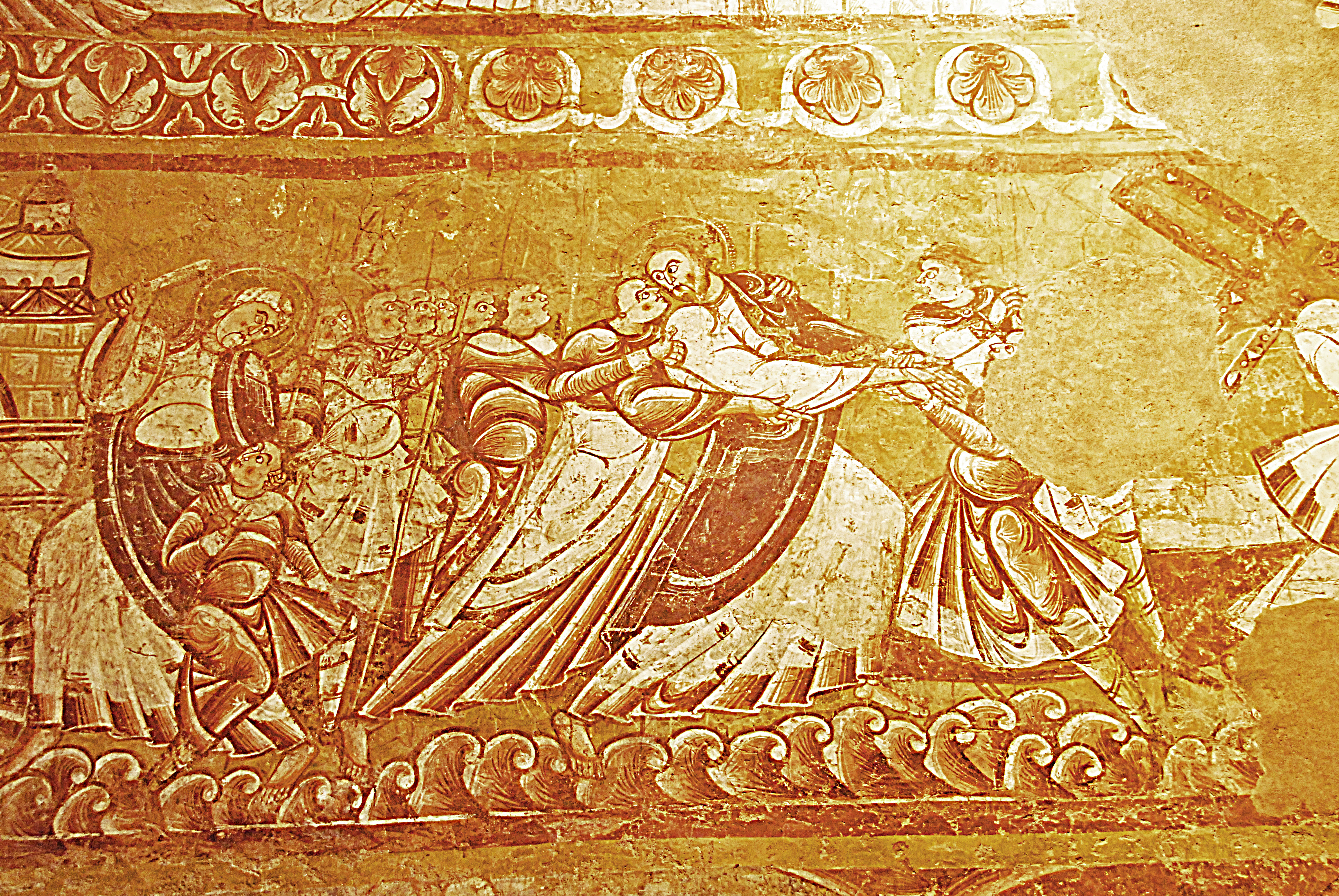
Chor, Nordwand, Judaskuss und Gefangennahme

In der zur Rechten folgenden Szene bedroht ein sich seitwärts wendender Mann (mit Nimbus) mit einem Schwert in der aufwärts gerichteten Rechten einen kleinen Mann, dessen Kopf er mit der Linken unterstützt. Dargestellt ist hier die Szene, in der der Apostel Petrus dem Malchus ein Ohr abtrennt.

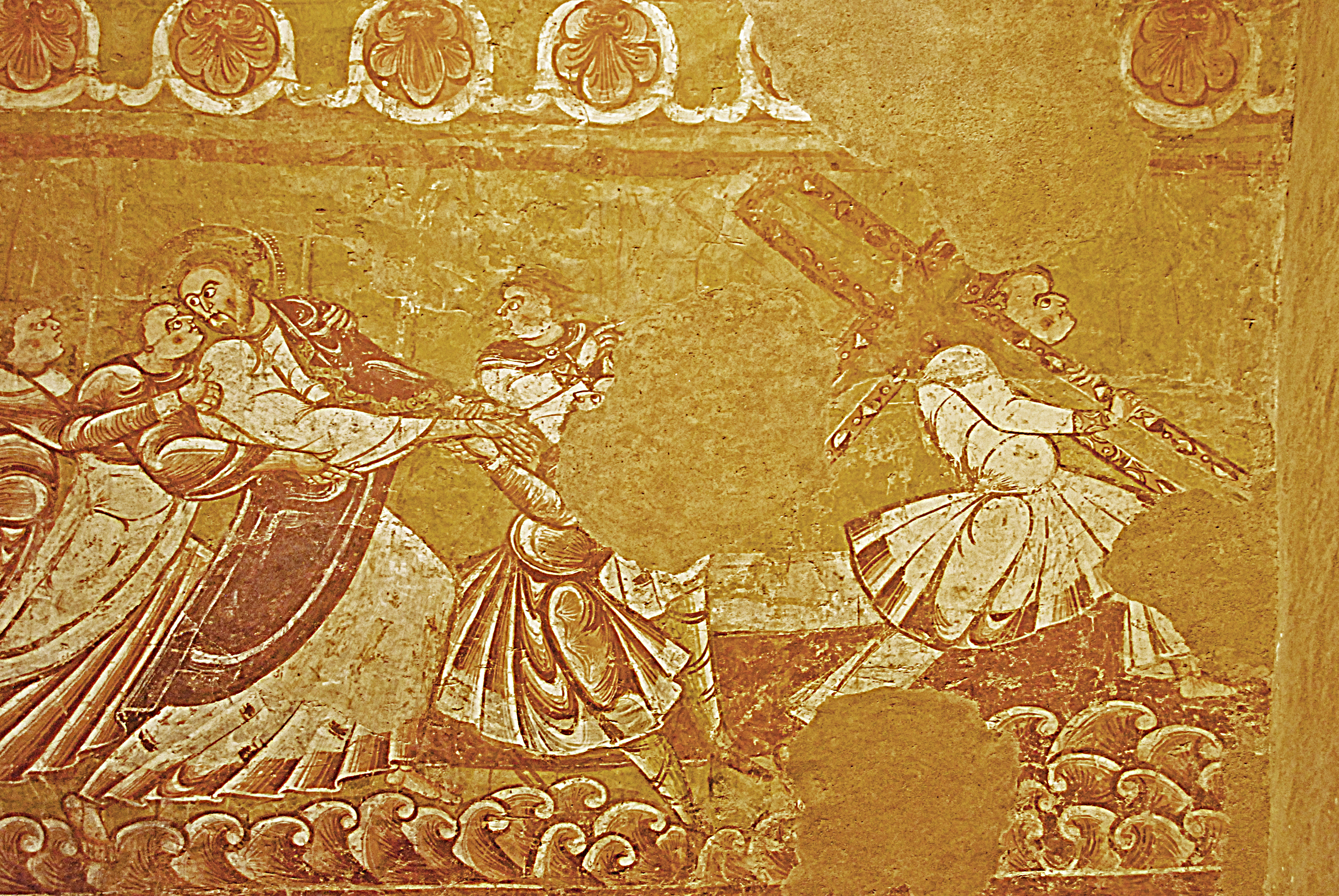
Chor, Nordwand, Simon von Cyrene hilft das Kreuz tragen

Im Anschluss folgt eine lebhafte Szene mit dem Verrat des Judas Iskariot durch einen Kuss und die sich daraus ergebende Gefangennahme Jesu. Jesus (mit Kreuznimbus) strebt vorwärts und wendet sich dabei zurück. Unmittelbar hinter ihm folgt Judas, umfasst ihn mit beiden Händen und küsst ihn. Beide werden von einer Gruppe aus sechs mit Speeren bewaffneten Soldaten bedrängt, und erkennen, durch den vereinbarten Kuss, dass der Gesuchte sich vor ihnen befindet. Die vor ihm stehenden beiden Soldaten ergreifen seine ausgestreckten Hände und fesseln ihn.
Die letzte Szene rechts außen stellt die 5. Kreuzwegstation dar: Simon von Cyrene hilft Jesus das Kreuz zu tragen. Dieser war einfacher Feldarbeiter, der sich auf dem Weg nach Hause befand, als ihn ein Trupp Römer zwang, das Kreuz des verurteilten Messias Jesus von Nazareth zu tragen. Er ist als junger Mann dargestellt, der alleine weit ausladenden Schrittes das Kreuz auf seinen Schultern trägt.
Alle diese Szenen werden von einem Fries aus Wellen eines Gewässers getragen, die wie von einem Sturm bewegt sind. Vielleicht soll das die Wellen des Jordan symbolisieren, in dessen Nähe sich die Darstellungen ereigneten.
Auf der Südwand erstreckt sich in fast ganzer Breite der Einzug Jesu in Jerusalem Mk 11,1–11 , Jesus reitet auf einem jungen Esel, den die ihn begrüßenden Jünger (mit Nimben) mit Kleidung bedeckt haben. Weitere Personen breiten auf dem Weg vor ihm Kleidung aus, wie es bei Königen üblich war. Andere schneiden und brechen Palmwedel von den Bäumen (wie man sie sich vorstellte), und winken ihm damit entgegen.
Rechts davon gibt es auf der Westwand noch eine kurze Fortsetzung des Einzugs. Dort stehen zwei große Personen, dem ankommenden zugewandt. Ihre Oberkörper sind nicht mehr erhalten. Im Hintergrund, in der Kulisse Jerusalems, sieht man zwei Personen, die mit Messern Palmwedel abschneiden, die eher Pilzen ähneln. Der Künstler wusste offensichtlich nicht, wie diese aussehen.
Am linken Ende des Einzugs verbirgt sich eine Engel hinter einer großen Scheibe, von der nur ein Viertel zu sehen ist und reicht der vor ihm knienden Frau einen Gegenstand, vielleicht ein Stück Brot, eine Münze oder einen Ring. Die Frau blickt ihn ehrfurchtsvoll an und erhebt ihre Hände. Eine Deutung dieser Szene steht noch aus.

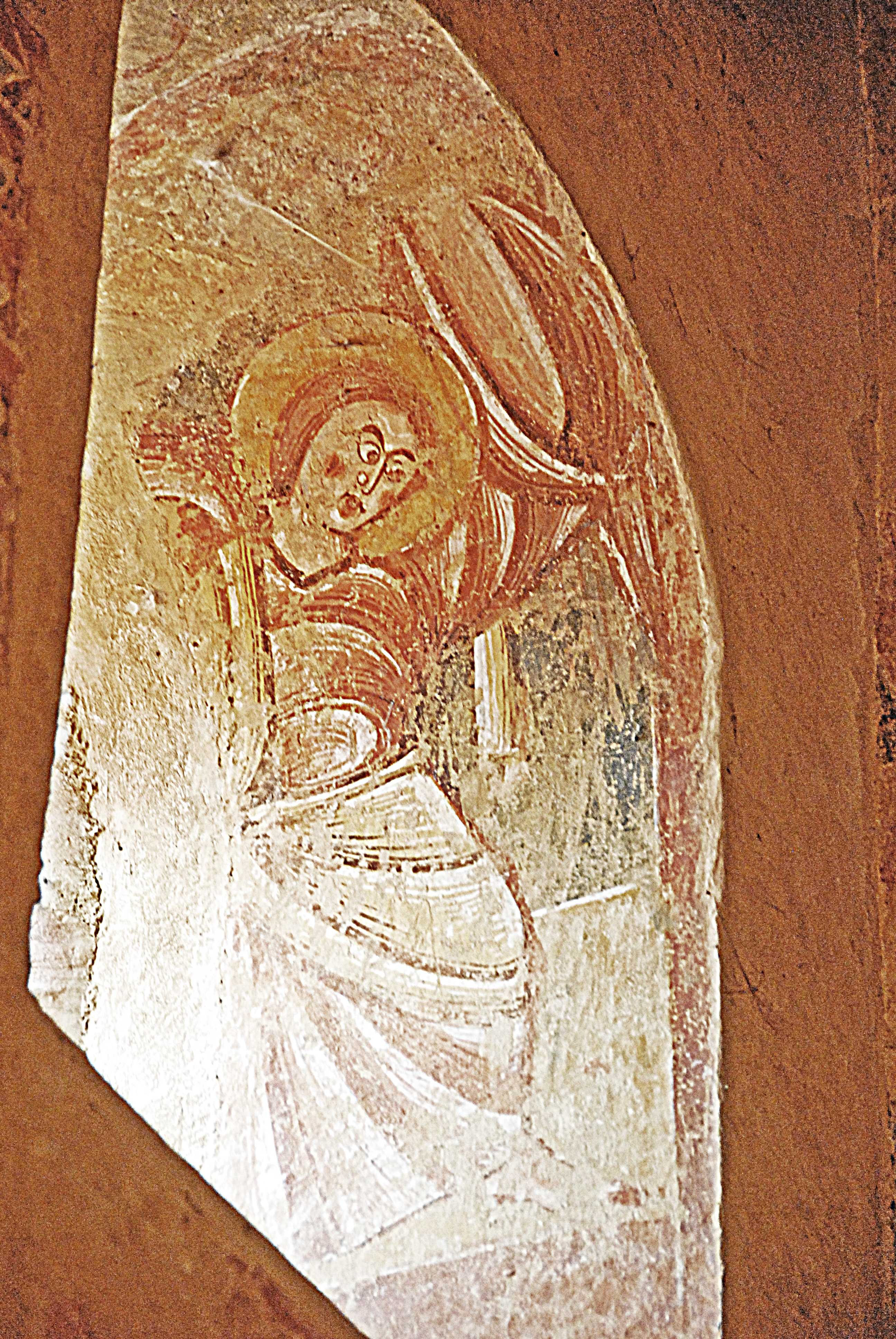
Chor, Fensterlaibung

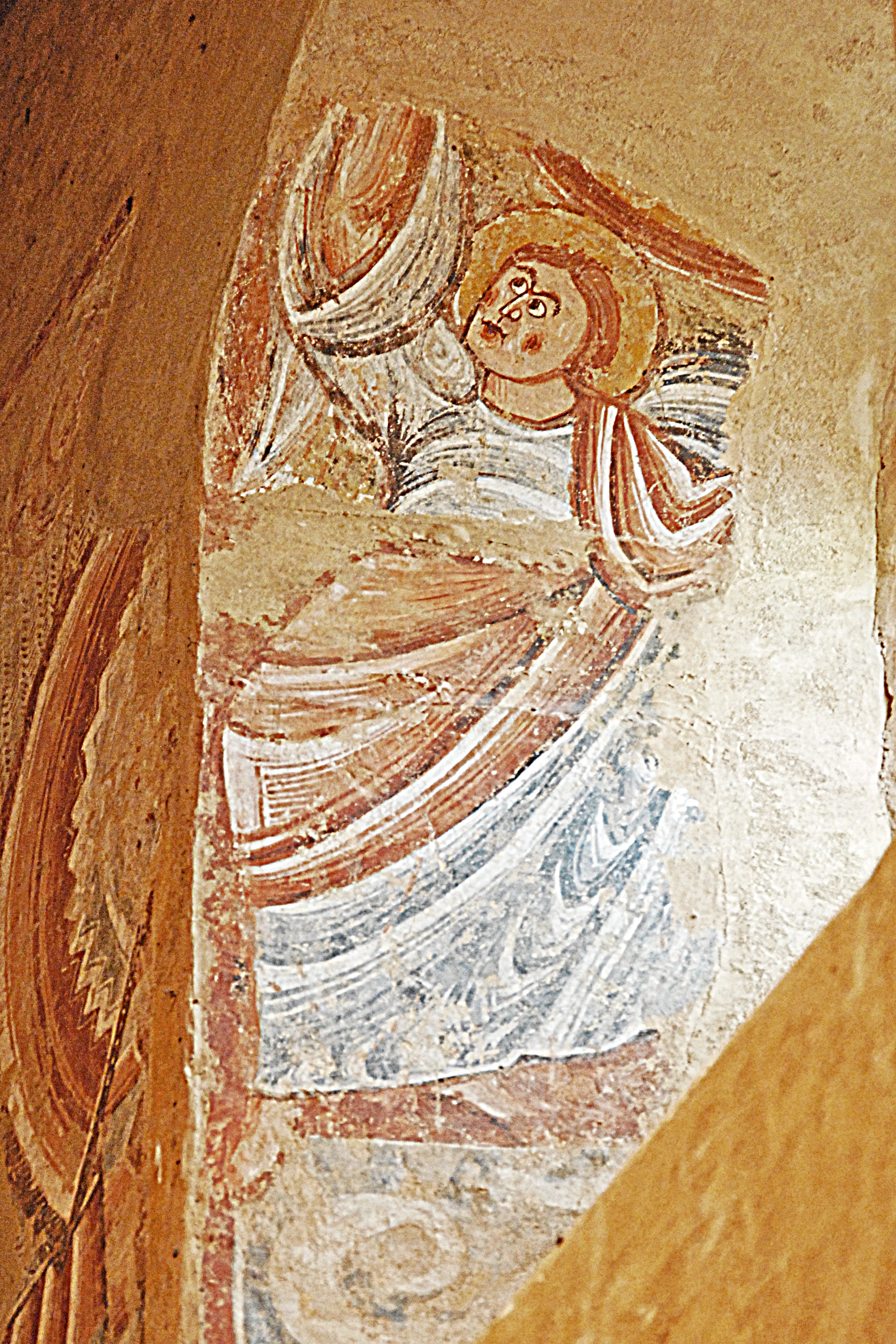
Chor, Fensterlaibung

Rechts unter dem Einzug in Jerusalem sieht man in der Mitte ein fast unbekleidetes menschliches Paar, das hintereinander steht und seine Arme Hilfe suchend ausbreitet. Von rechts nähert sich eine teuflische Gestalt mit menschlichem Körper und einem Kopf mit aufgerissenem Schnabel und gesträubten Haaren. Er trägt um die Hüften einen Rock mit gezacktem Rand. Er versucht mit beiden Händen das Paar zu ergreifen. Links gegenüber erhebt sich ein Engel (mit Nimbus), der mit der Rechten einen Speer in das Maul des Untieres stößt. Gleichzeitig führt er einen heftigen Schlag mit seinem Langschwert auf den Körper des Teufels aus. Die Szene stellt offensichtlich eine Anspielung auf den Sündenfall dar.
Die Laibungen der kleinen rundbogigen Fenster in der Ostwand zeigen je eine weibliche und männliche Person die jeweils eine Hand hoch über den Kopf hinaus hält. Beide tragen rotes Haar und einen Nimbus.
Galerie Chor, Südwand 

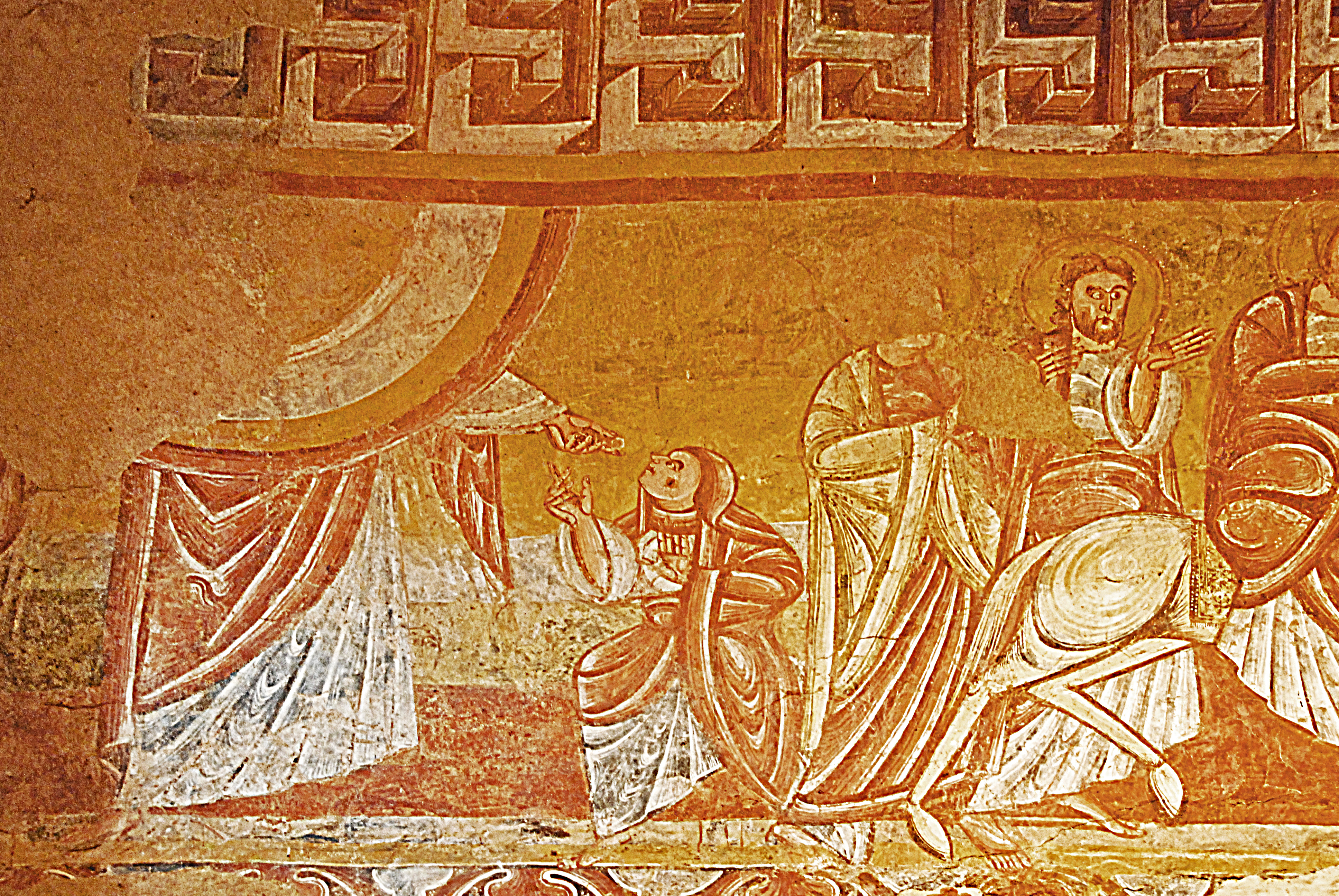
Chor, Südwand, links, Einzug in Jerusalem
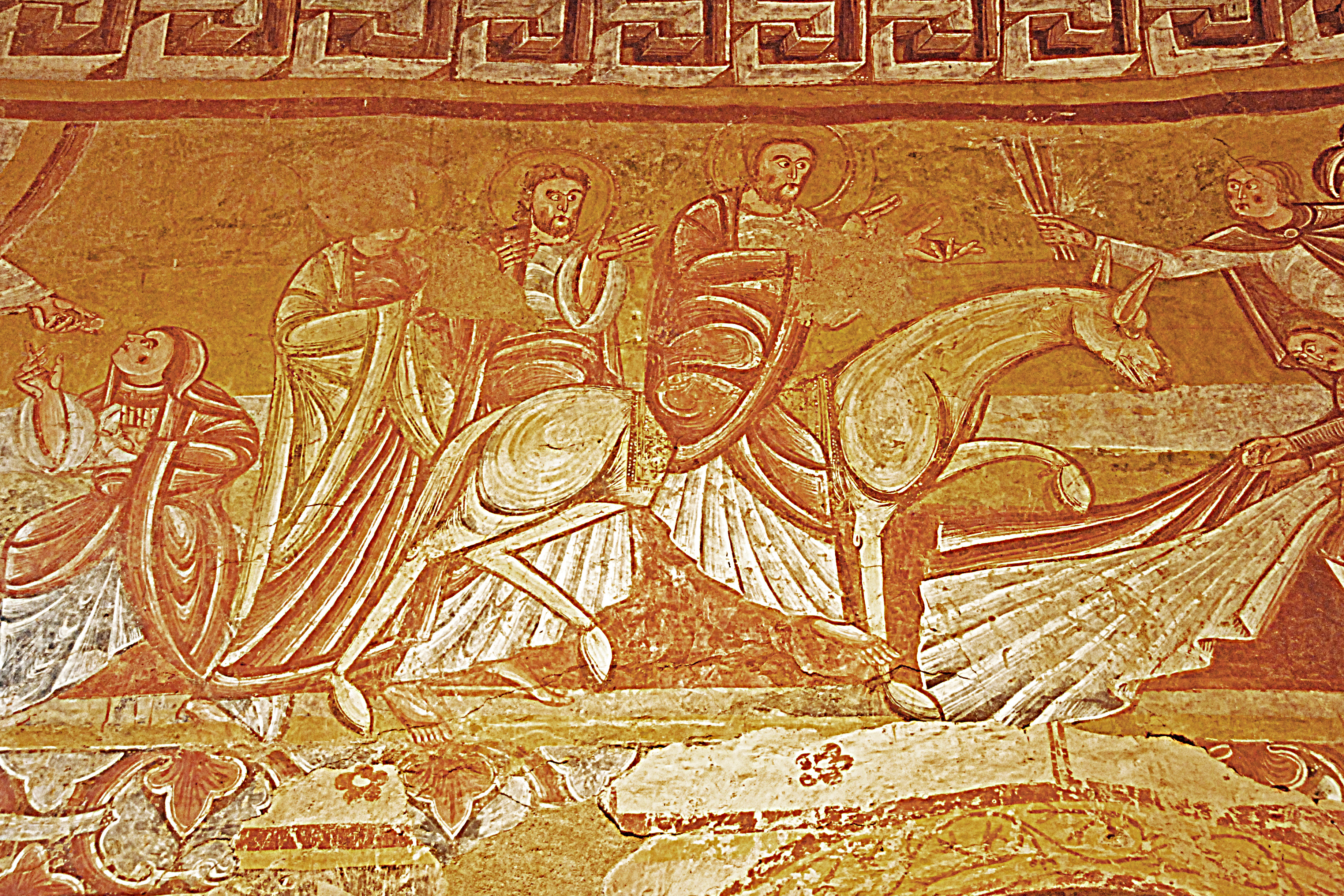
Chor, Südwand, links, Einzug in Jerusalem
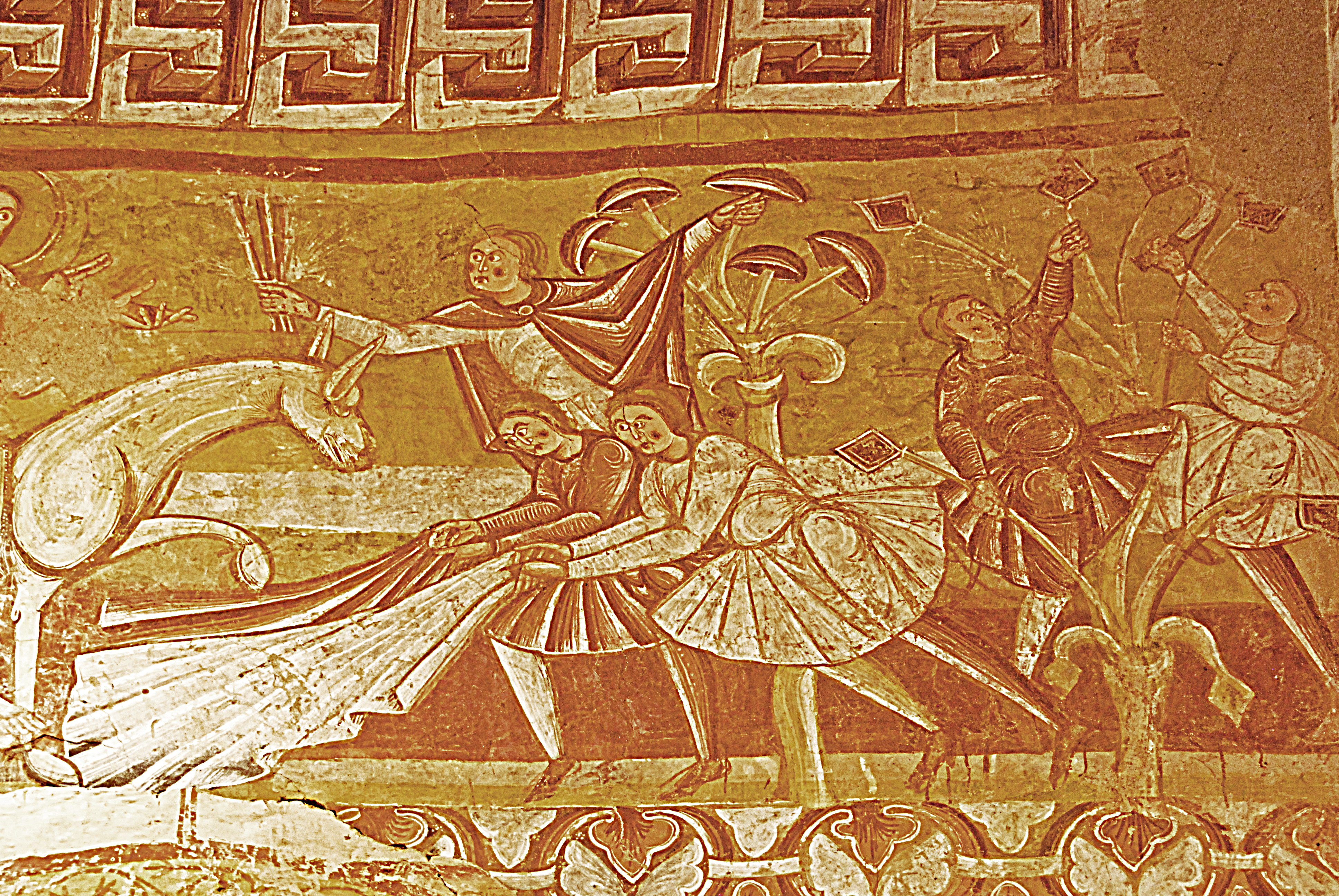
Chor, Südwand, rechts, Einzug in Jerusalem
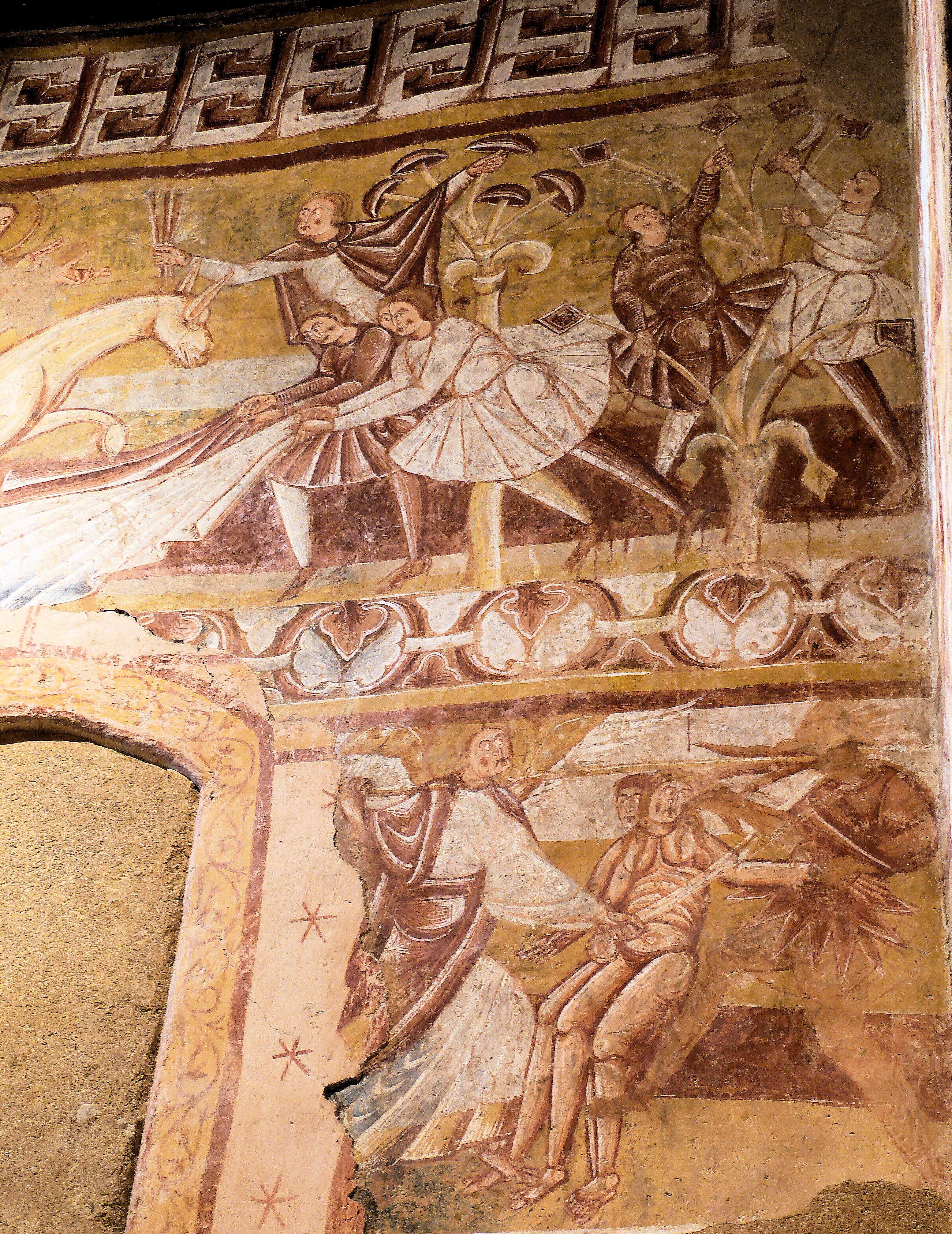
Südwand, unten rechts, Anspielung auf den Sündenfall

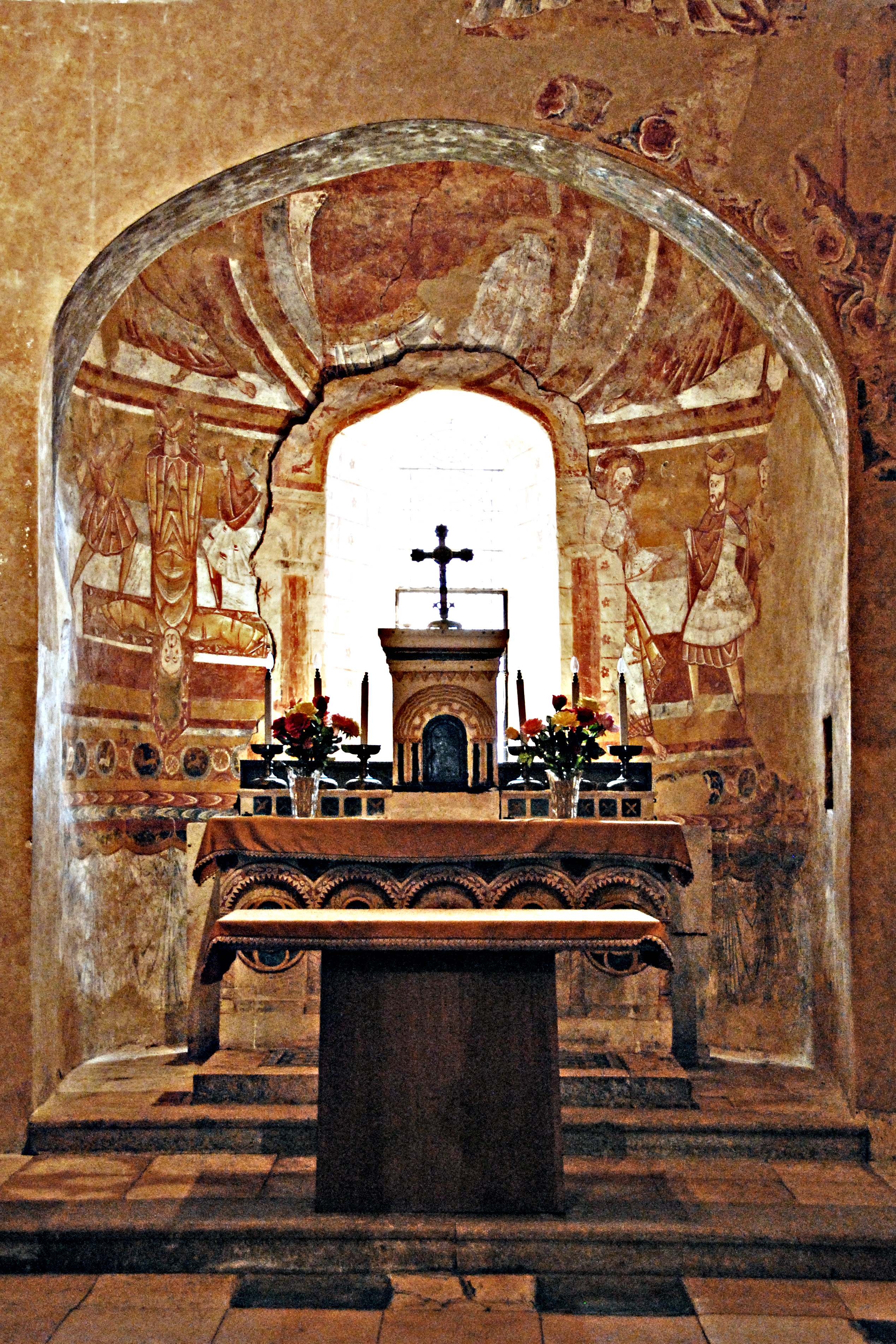
Chorapsis; Überblick

Die Chorapsis ist vollständig ausgemalt. Im Zentrum der halben Kuppelkalotte der Apsis findet sich noch einmal eine Majestas Domini in der Mandorla aus fünf unterschiedlich breiten Streifen, deren äußere Kante bogenförmig gelappt ist. Der frontal thronende Christus, mit doppeltem Spitzbart und einem Nimbus, hat den Mund zur Rede geöffnet. Er hält seine Rechte aufwärts zum Segensgestus. Die Linke hält einen würfelförmigen Gegenstand, wahrscheinlich das Buch des Lebens, auf seinem linken Oberschenkel. Die Mandorla wird an beiden Seiten von je einem Engel empor gehalten, dessen Körper sich der Rundung der Mandorla anschmiegt.
Beidseitig der Mandorla und der sie haltenden Engel sind die vier Evangelistensymbole dargestellt. Die häufigste Zuordnung lautet: Ein Mensch versinnbildlicht Matthäus (rechts oben), der Löwe Markus (links unten), der Stier Lukas (rechts unten) und der Adler Johannes (links oben). Alle Symbole sind geflügelt dargestellt und ihre zum Weltenherrscher gewandten Köpfe sind mit Nimben hinterlegt. Matthäus hält ein geöffnetes Buch mit der Rechten in die Höhe. Der Adler sieht eher aus wie eine Gans.
Auf der linken Wand neben dem Fenster der Apsis ist das Martyrium des Simon Petrus dargestellt, eine Überkopf-Kreuzigung, auf eigenen Wunsch des Märtyrers.
Zwei Männer haben mit Seilen das Kreuz aufgerichtet. Am linken Rand der Wand steht ein Paar hoch aufgerichtet, das sich umarmt und küsst. Beide Köpfe sind mit Nimben hinterlegt. Ein heiliges Paar.
Auf der rechten Wand der Apsis sieht man links den Kopf Jesu, als solcher durch den Kreuznimbus zu erkennen. Sein Körper ist bei der Vergrößerung des Fensters weitgehend zerstört worden. Er trägt helles Haar und einen ebensolchen Vollbart. Er blickt sein Gegenüber unmittelbar an und hält seinen Arm leicht abgewinkelt nach unten und in seiner Hand einen undefinierbaren Gegenstand. Der Mann gegenüber blickt Jesus an und scheint mit ihm zu sprechen. Er trägt einen dreifachen Spitzbart und auf seinem Kopf eine viereckige Krone. Er weist mit beiden Händen auf sein Gegenüber, bei seiner Linken mit dem Zeigefinger. Er trägt ein kurzes Gewand. Hinter ihm steht ein weiterer Mann ohne Bart, der sich wohl auch an dem Gespräch beteiligt. Hier sieht man vermutlich: Christus erscheint vor Herodes.

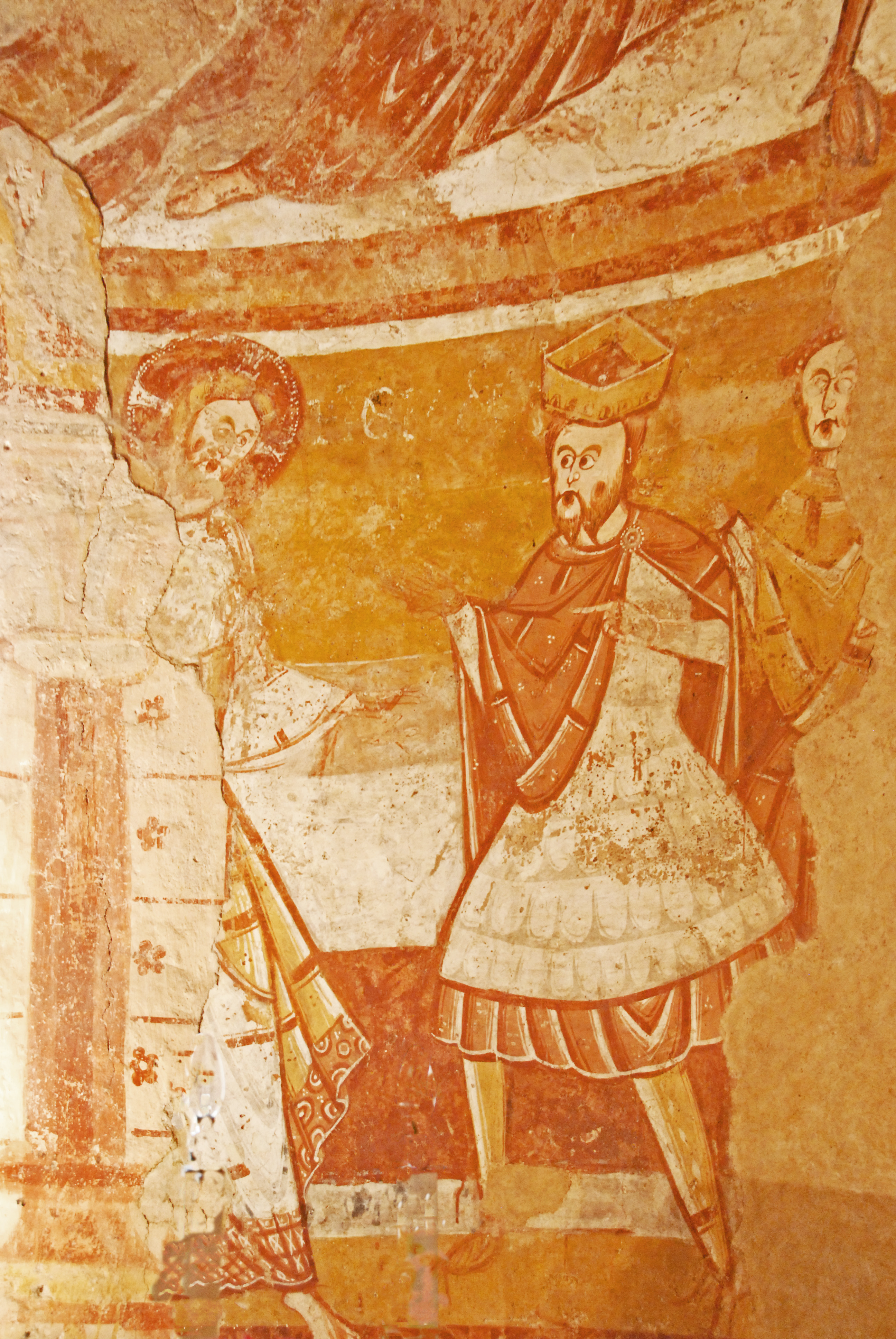
Chorapsis, rechte Seite, Christus erscheint vor Herodes

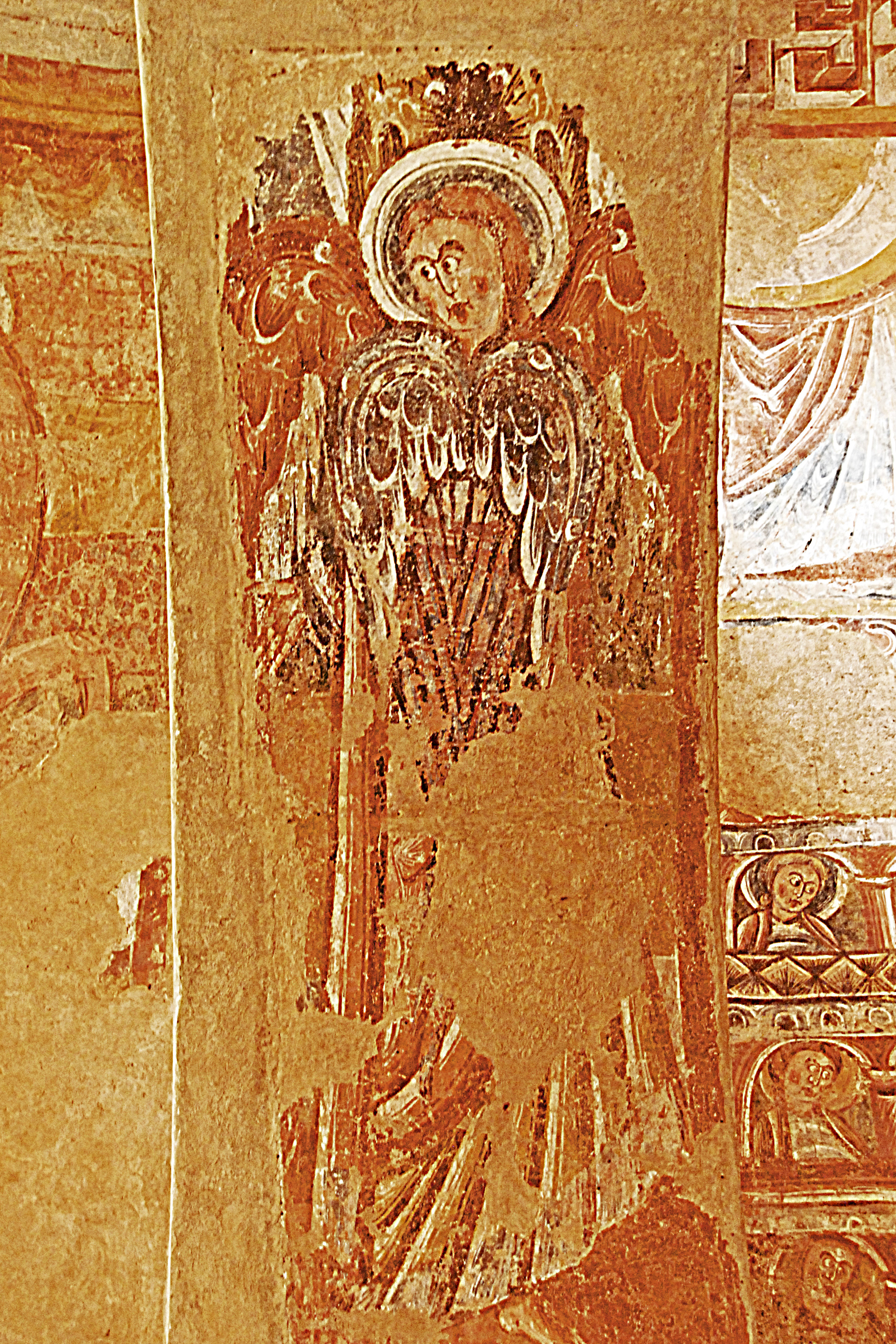
Laibung in Durchlass, Südkapelle, Seraph

Galerie Chorapsis

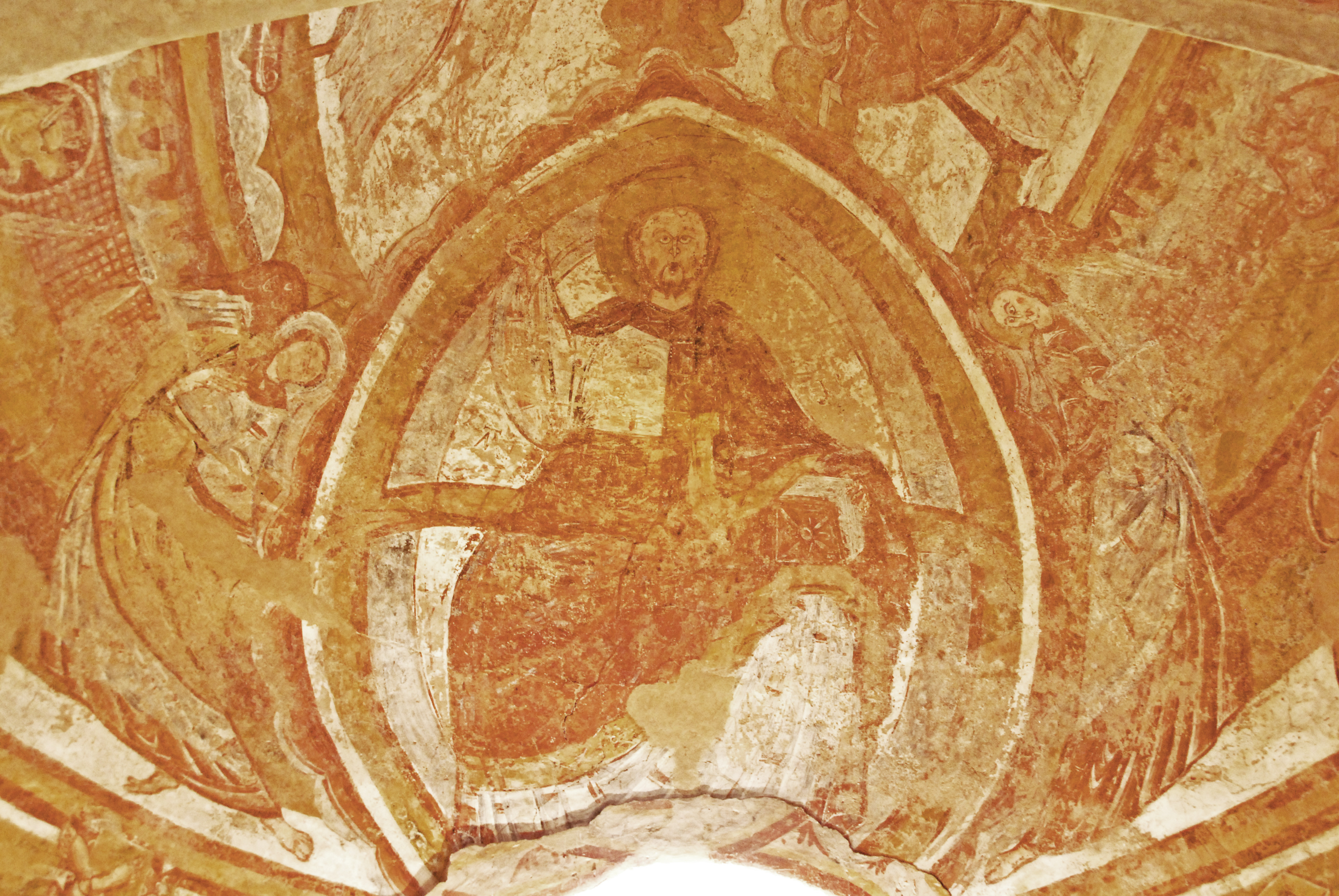
Kalotte mit Mandorla
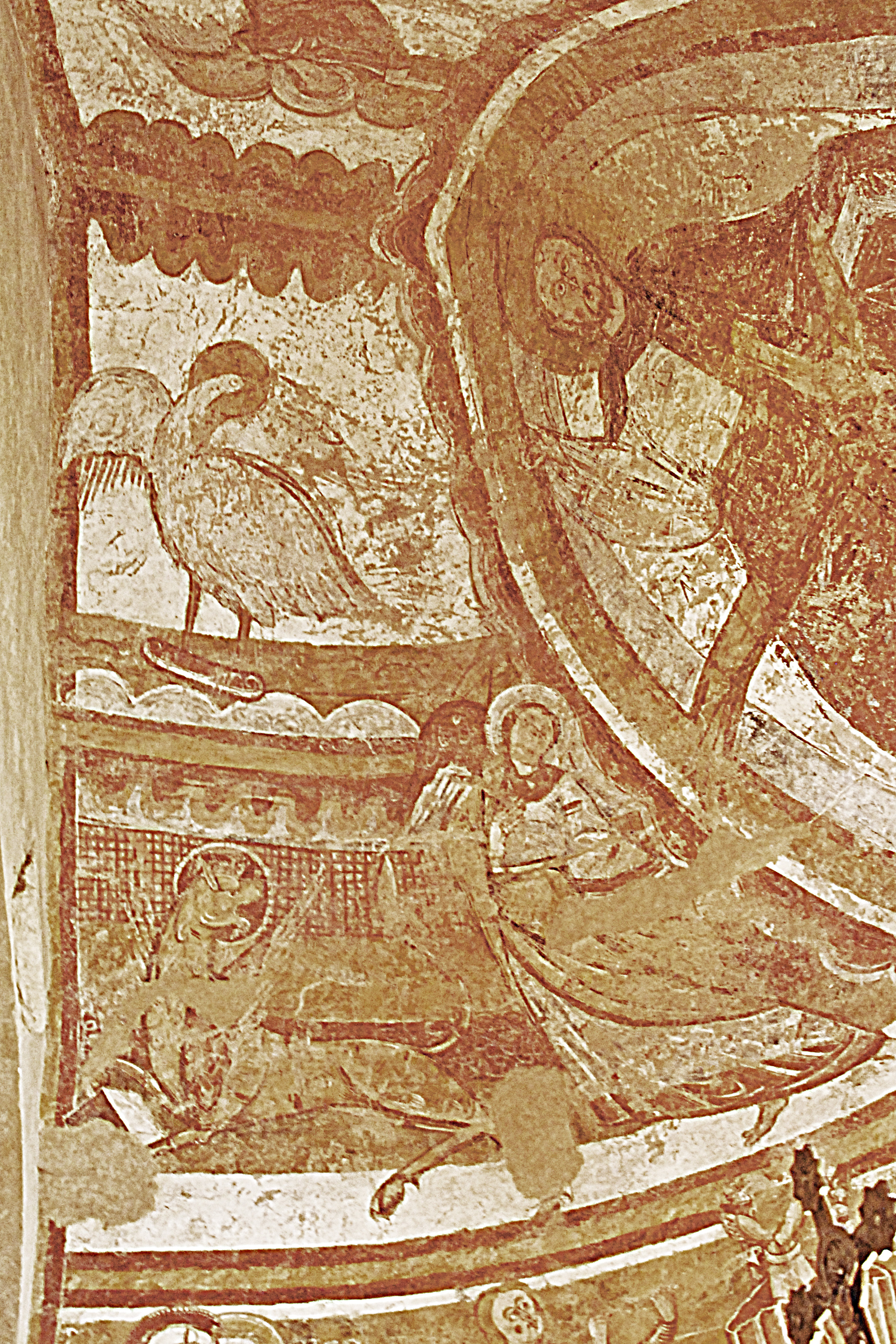
Kalotte, Evangelistensymbole
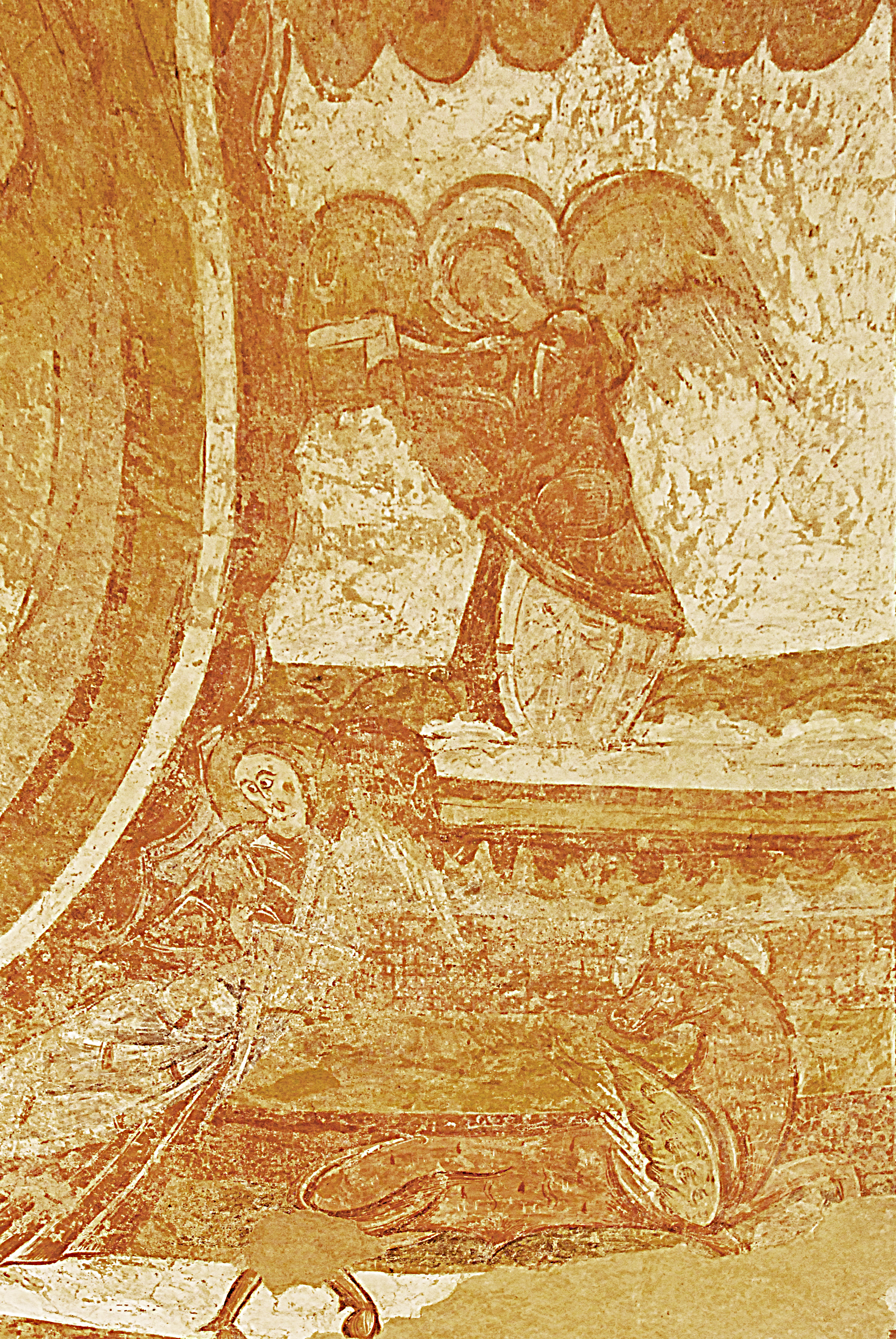
Kalotte, Evangelistensymbole
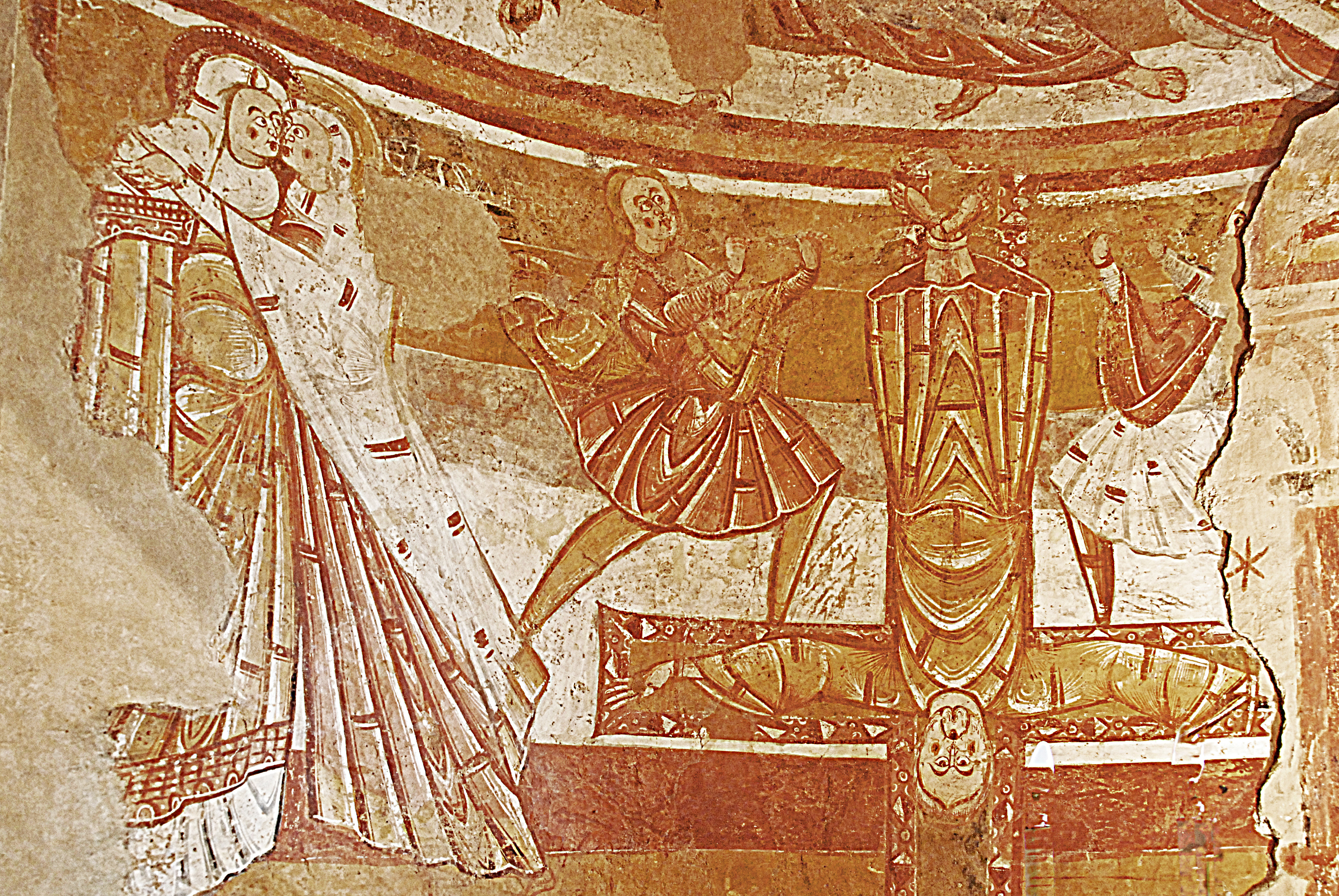
Linke Seite, Kreuzigung Simon-Petrus

In der Laibung des rundbogigen Durchlasses in der Wand zur Südkapelle ist ein Seraph mit roten Haaren und einem Nimbus dargestellt.